# Otto Hahn

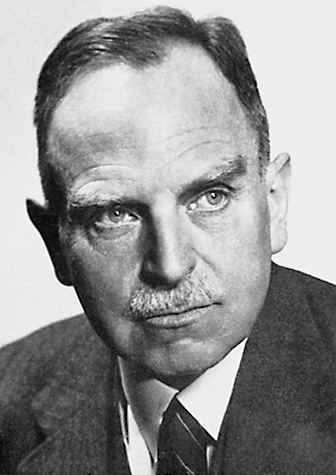
Otto Hahn, 1938

Otto Emil Hahn, OBE (* 8. März 1879 in Frankfurt am Main; † 28. Juli 1968 in Göttingen) war ein deutscher Chemiker und ein Pionier der Radiochemie, der als „Vater der Kernchemie“ gilt. Hahn zählt zu den bedeutendsten Naturwissenschaftlern des 20. Jahrhunderts. Mit Fritz Straßmann entdeckte er Ende 1938 die Kernspaltung und läutete damit das Atomzeitalter ein. Für die Entdeckung der Kernspaltung des Urans und des Thoriums wurde ihm 1945 der Nobelpreis für Chemie des Jahres 1944 verliehen.
Zwischen 1905 und 1921 entdeckte Hahn zahlreiche Isotope (heute Nuklide genannt). Von 1907 bis 1938 arbeitete er mit der Kernphysikerin Lise Meitner zusammen. 1909 entdeckte er den radioaktiven Rückstoß, 1917 das Element Protactinium (mit Meitner), 1921 die Kernisomerie beim „Uran Z“. Seit 1912 arbeitete Hahn am Kaiser-Wilhelm-Institut für Chemie in Berlin, das er von 1928 bis 1946 als Direktor leitete. In der Zeit des Nationalsozialismus engagierte er sich für gefährdete Juden. Nach Einsteins Urteil war er „einer der Wenigen, die aufrecht geblieben sind und ihr Bestes taten während dieser bösen Jahre“.
Hahn war ab 1946 der letzte Präsident der Kaiser-Wilhelm-Gesellschaft (KWG) sowie von 1948 bis 1960 der erste Präsident der aus der KWG hervorgegangenen Max-Planck-Gesellschaft. Seit den Atombombenabwürfen auf Hiroshima und Nagasaki im August 1945 gehörte er zu den schärfsten Kritikern der nuklearen Aufrüstung der Großmächte und der durch unkontrollierte Atomtests fortschreitenden radioaktiven Verseuchung der Erde. Dagegen setzte er sich wiederholt für die friedliche Nutzung der Kernenergie ein. Nach dem Zweiten Weltkrieg wurde Otto Hahn einer der einflussreichsten Vorkämpfer für globale Völkerverständigung und internationale Entspannungspolitik. Sein aktiver Pazifismus verschaffte ihm weit über Deutschland hinaus hohes Ansehen.

## Leben bis zum Ende des Zweiten Weltkriegs

### Kindheit und Jugend

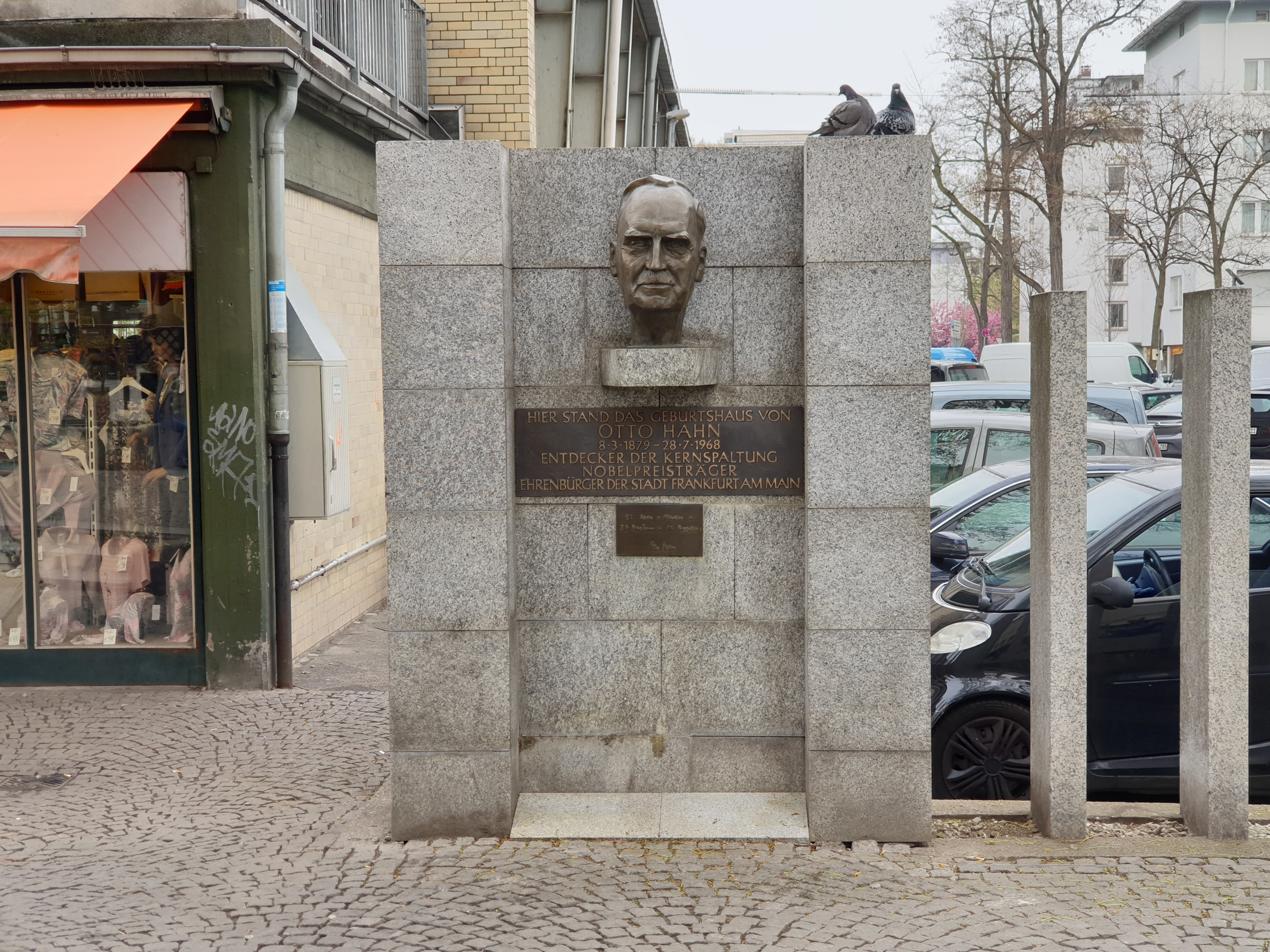
Denkmal zum Geburtshaus in Frankfurt am Main

Otto Hahn wurde am 8. März 1879 als jüngster Sohn des Glasermeisters und Unternehmers Heinrich Hahn (1845–1922, „Glasbau Hahn“) und dessen Frau Charlotte Hahn geb. Giese (1845–1906) in Frankfurt am Main geboren. Er verlebte zusammen mit seinen Brüdern Karl, Heiner und Julius eine behütete Kindheit. Laut Walther Gerlach waren die Verhältnisse im Elternhaus „einfach“ und „solide“; der neun Jahre ältere Stiefbruder Karl sei an Ottos Erziehung beteiligt gewesen.
Otto Hahn interessierte sich während der Schulzeit für Literatur, Musik, Wanderungen, Turnen und Theater, vor allem aber für den Spiritismus. Die „okkulten“ Phänomene, über die damals viel geschrieben wurde, faszinierten ihn. Sie beunruhigten ihn dermaßen, dass er sich schließlich entschieden davon abwandte. Danach lehnte er lebenslang alles Spekulative ab.
Mit etwa 15 Jahren begann Hahn sich in besonderer Weise für Chemie zu interessieren und unternahm zusammen mit einem Schulkameraden in der Waschküche seiner Mutter einfache chemische Experimente:

„Ich lernte Wasserstoff herzustellen, mit Sauerstoff Kohle zu verbrennen, mit Natriummetall, gelbem Phosphor und Kaliumchlorat zu experimentieren. An Formelgleichungen wagten wir uns allerdings noch nicht heran. In den höheren Klassen wurde es ein bißchen besser. Ein Freund meines älteren Bruders Karl, der selbst Chemie studierte, schenkte mir das Lehrbuch Die Schule der Chemie von Stöckhardt, und in der Oberprima hörten wir sogar ein Kolleg über organische Farbstoffe bei Martin Freund, dem späteren Ordinarius für Chemie an der Frankfurter Universität. Er zeigte uns sehr schöne Farbreaktionen. So verdichtete sich langsam bei mir der Wunsch, Chemiker zu werden.“

Der Vater, durch innovative Ideen, Fleiß und Sparsamkeit zu Wohlstand gekommen, hätte Otto Hahn gern als Architekten gesehen, da er mehrere Wohn- und Geschäftshäuser gebaut oder erworben hatte. Aber er ließ sich überzeugen, dass sein Sohn Otto beabsichtigte, die Laufbahn eines Industriechemikers einzuschlagen.

### Studium in Marburg und München
Nach dem Abitur an der Klinger-Oberrealschule in Frankfurt am Main begann Hahn 1897 bei Theodor Zincke an der Philipps-Universität Marburg sein Studium der Chemie und Mineralogie, als Nebenfächer belegte er Physik bei Franz Melde und Philosophie bei den Neukantianern Hermann Cohen und Paul Natorp, die einen entscheidenden Einfluss auf sein bereits empirisch geprägtes wissenschaftliches Denken und Handeln haben sollten. Da sein Vater den Beitritt zu einer pflichtschlagenden Verbindung ablehnte, wurde Hahn Mitglied im „Naturwissenschaftlich-Medizinischen Verein Studierender“ zu Marburg, einer damals nicht schlagenden und nicht couleurtragenden, aber unbedingte Satisfaktion gebenden Studentenverbindung und Vorläuferin der heutigen Landsmannschaft Nibelungia. Wegen einer Beleidigung focht Hahn einmal eine Mensur mit schwerem Säbel aus, dabei wurde er am rechten Arm leicht verletzt.
Das dritte und vierte Semester verbrachte Hahn bei Adolf von Baeyer an der Universität München, wo er sich, angeregt durch Besuche der Alten Pinakothek, nebenher auch mit wachsendem Interesse der Kunstgeschichte widmete. Im Juli 1901 promovierte er in Marburg magna cum laude bei Theodor Zincke mit einer Dissertation über „Bromderivate des Isoeugenols“, ein Thema aus der klassischen organischen Chemie.
Nach Ende seines einjährigen Militärdienstes im Infanterie-Regiment Landgraf Friedrich I. von Hessen-Cassel (1. Kurhessisches) Nr. 81 in Frankfurt am Main entschloss sich der junge Chemiker, für zwei Jahre als Assistent seines Doktorvaters Theodor Zincke an die Universität Marburg zurückzukehren.

### London

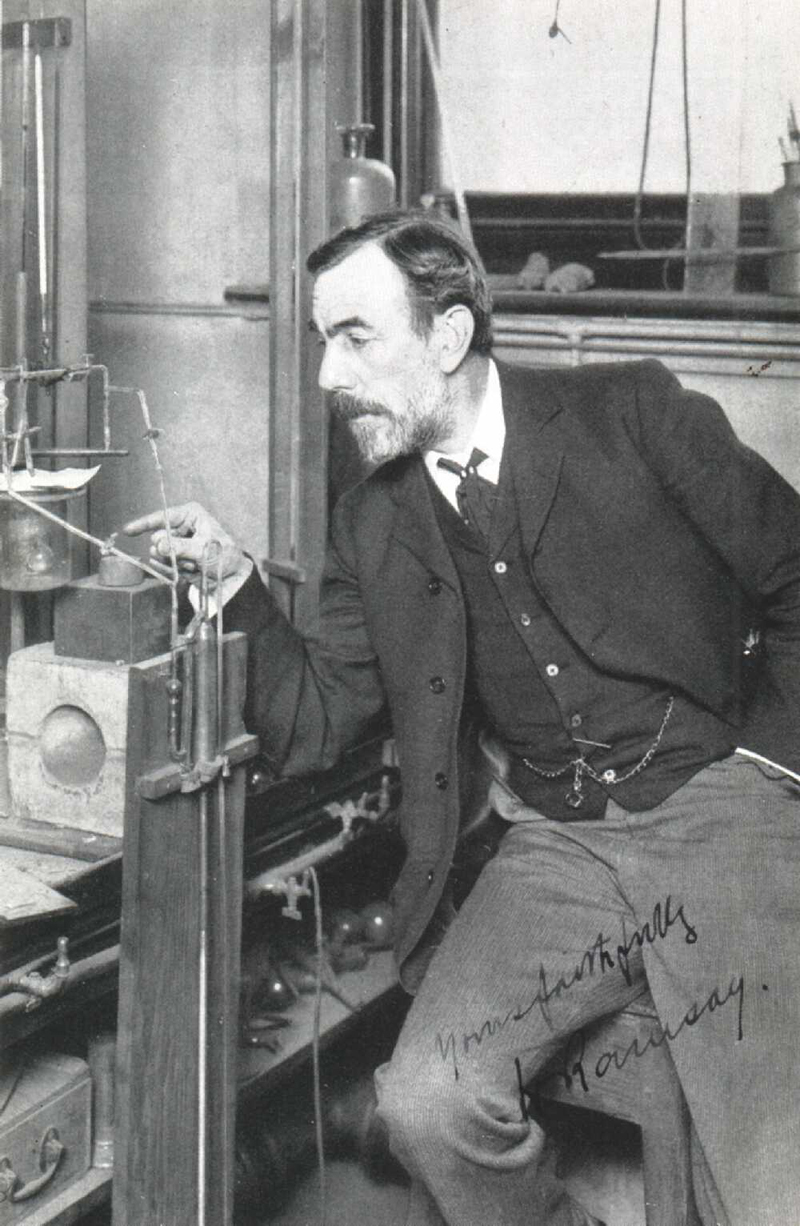
William Ramsay in seinem Labor, University College London

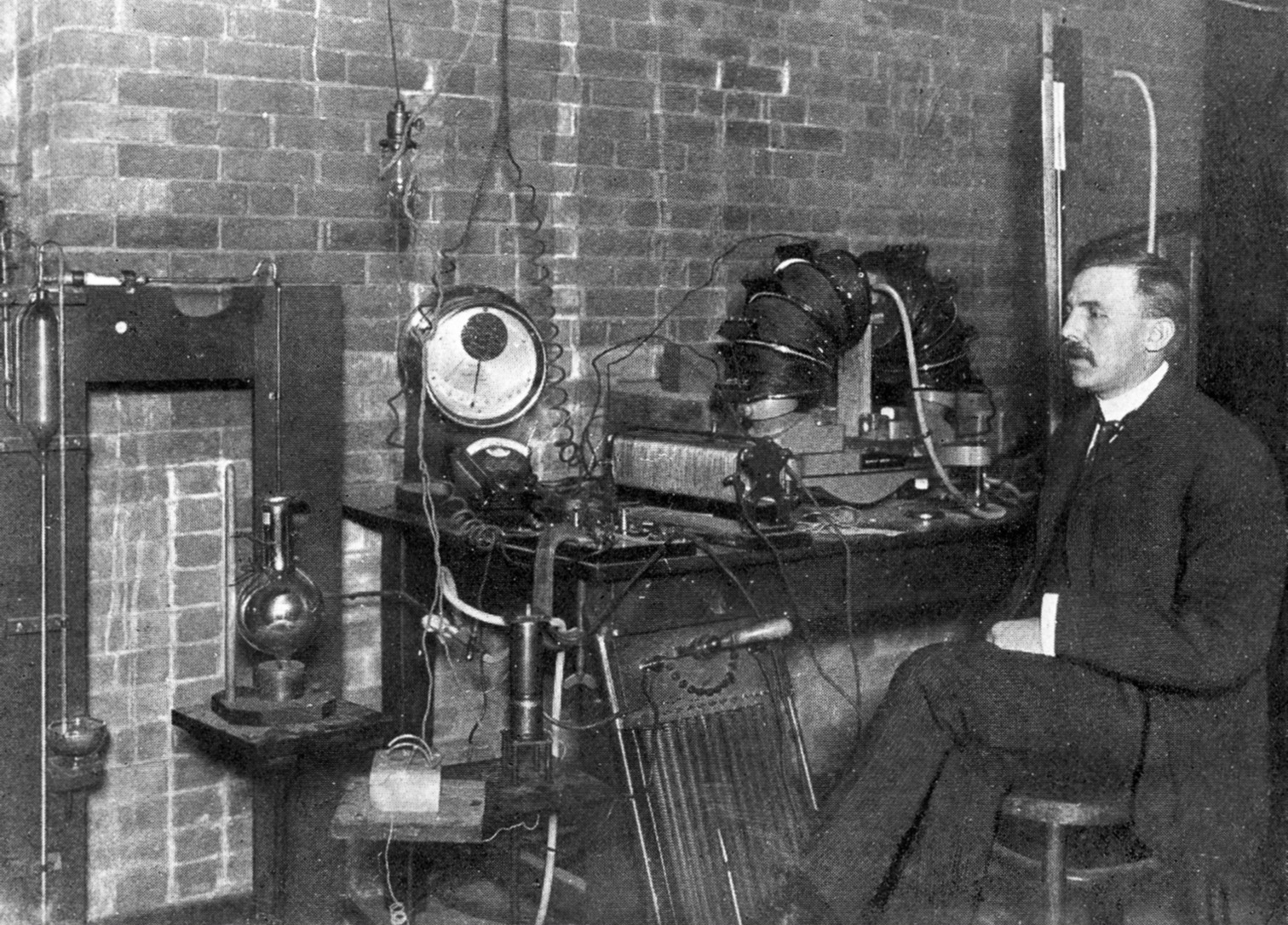
Ernest Rutherford im Physiklabor der McGill University, Montreal 1905

Hahn strebte eine Tätigkeit in der Industrie an. Aus diesem Grund und zur Verbesserung seiner Sprachkenntnisse wechselte er 1904 auf Empfehlung Zinckes an das University College London und wurde Mitarbeiter von Sir William Ramsay, dem berühmten Entdecker der Edelgase. Hier beschäftigte sich Hahn mit dem seinerzeit noch jungen Gebiet der Radiochemie. Bei der Arbeit mit Salzen des Elements Radium entdeckte Hahn 1905 das „Radiothorium“, nach damaligen Vorstellungen ein neues radioaktives chemisches Element. Ramsay war begeistert und führte Hahn in die wissenschaftlichen Kreise Londons und der Royal Society ein, wo er seine Entdeckung in einem Vortrag erklären und anschließend in den Proceedings of the Royal Society publizieren konnte. Es ist – abgesehen von der Dissertation – die erste von über 250 wissenschaftlichen Veröffentlichungen. Am 8. März erschien bereits ein zusammenfassender Bericht mit dem Titel A new Element in einer Londoner Tageszeitung, dem Daily Telegraph. Tatsächlich war das Radiothorium aber ein damals noch unbekanntes Isotop des schon bekannten Elements Thorium: 228Th, ein Alpha-Strahler.
Frederick Soddy, der 1913 die Begriffe Isotopie und Isotop prägte, hielt es für eine „merkwürdige historische Tatsache“, dass nach Marie Curies Versuchen mit Uran-Mineralien (Ende 1897) niemand mit Thorium-Mineralien arbeitete, bis Otto Hahn im Jahr 1905 das „Radiothorium“ entdeckte. Weiterhin empfand es Soddy als erstaunlich, dass der junge Otto Hahn, der damals noch „ein blutiger Anfänger auf dem Gebiet der Radiochemie“ war, auf Anhieb das Radiothorium gewinnen konnte, während es vielen anderen Chemikern, die es danach versuchten, nicht gelang.

### Montreal
Im Herbst 1905 wechselte Hahn auf Empfehlung von Ramsay an das McDonald Physics Building der McGill University in Montreal, Kanada, um bei Ernest Rutherford seine Kenntnisse zu vertiefen. Hier erlernte Hahn unter anderem die Analyse der Alphastrahlen, die Messung der Gasionisation, der Reichweite und der elektromagnetischen Ablenkung, und konnte mit diesen neuen Methoden die (nach damaliger Terminologie) radioaktiven chemischen Elemente Thorium C (heute: das Poloniumisotop 212Po), Radium D (das Bleiisotop 210Pb) und Radioactinium (das Thoriumisotop 227Th) entdecken, was Rutherford zu der Bemerkung veranlasste: „Hahn has a special nose for discovering new elements.“
Gemeinsam mit Ernest Rutherford publizierte Hahn zwei Arbeiten über die Alphastrahlen des Radiothoriums und über die Masse der Alphapartikel des Thoriums im Philosophical Magazine, der damals – zusammen mit der britischen Nature – führenden wissenschaftlichen Zeitschrift.

### Forschung an der Berliner Universität

#### Entdeckung des Mesothoriums (Radium 228)
Im Sommer 1906 kehrte Hahn nach Deutschland zurück und wurde Mitarbeiter am I. Chemischen Institut der Friedrich-Wilhelms-Universität Berlin bei Emil Fischer, der Hahn eine „Holzwerkstatt“ im Chemischen Institut als eigenes Labor zur Verfügung stellte. Dort entdeckte Hahn in wenigen Monaten – mit äußerst primitiven Apparaturen – das Mesothorium I, das Mesothorium II und – unabhängig von Bertram Boltwood – die Muttersubstanz des Radiums, das Ionium. Das Mesothorium I (das Radiumisotop 228Ra) erlangte in den folgenden Jahren große Bedeutung, da es sich – ähnlich dem Curieschen Radiumisotop 226Ra – hervorragend für die medizinische Strahlentherapie eignete, mit dem großen Vorteil, dass es in der Herstellung nur die Hälfte kostete. Für die Entdeckung des Mesothoriums I, das seinerzeit auch als „deutsches Radium“ bekannt war, wurde Otto Hahn 1914 erstmals von Adolf von Baeyer für den Chemie-Nobelpreis vorgeschlagen.

#### Entdeckung des radioaktiven Rückstoßes

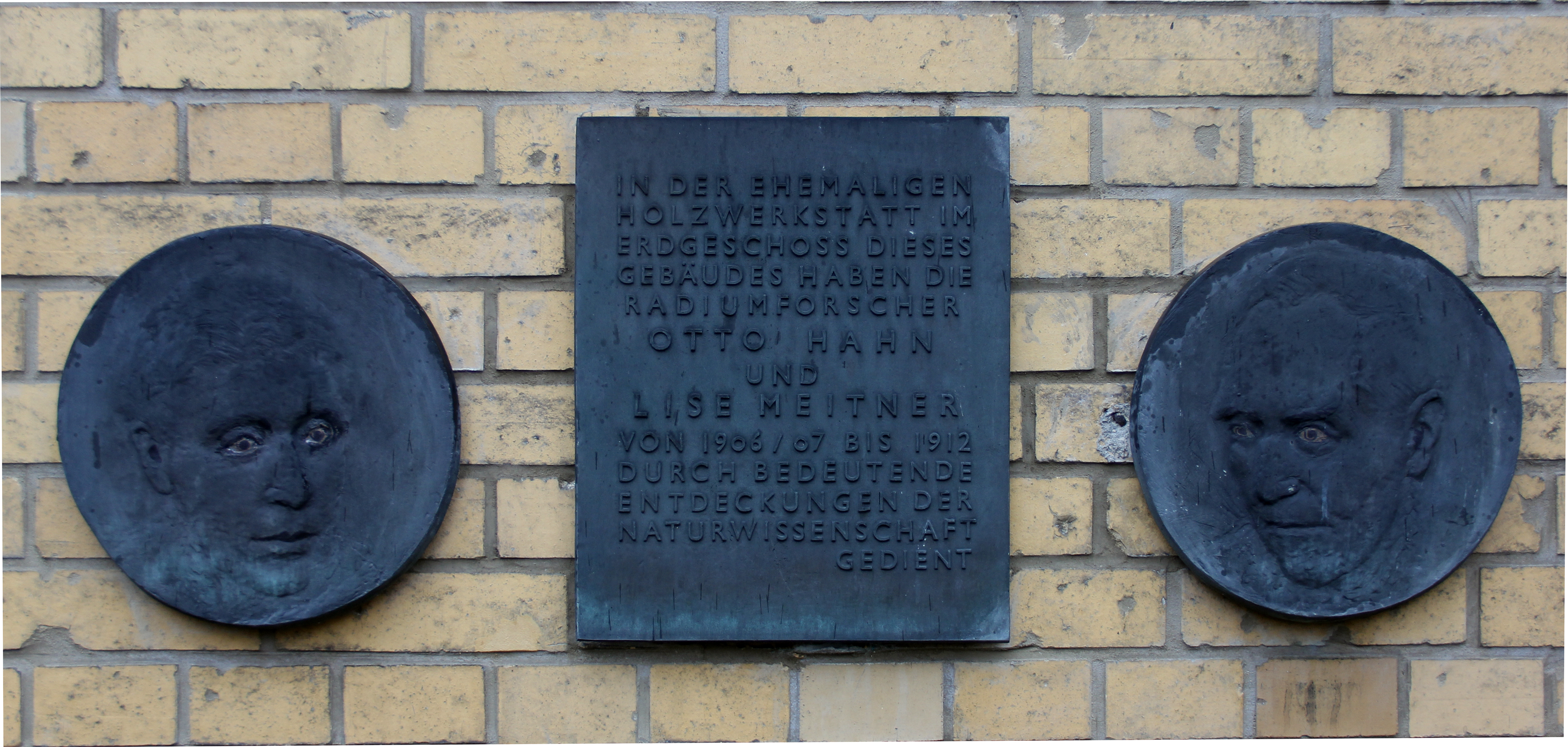
Gedenktafel für Otto Hahn und Lise Meitner am früheren Chemischen Institut der Universität Berlin, Hessische Straße, Berlin-Mitte

Im Juni 1907 habilitierte sich Hahn an der Friedrich-Wilhelms-Universität Berlin. Am 28. September 1907 lernte er im Physikalischen Institut bei Heinrich Rubens die fast gleichaltrige Physikerin Lise Meitner kennen, die von Wien nach Berlin gewechselt war. Hier begann die 30 Jahre lang dauernde Zusammenarbeit und lebenslange innige Freundschaft der beiden Wissenschaftler. Die im Mai 1908 in der Physikalischen Zeitschrift erschienene Abhandlung Über die Absorption der Beta-Strahlen einiger Radioelemente ist die erste gemeinsame Publikation (von insgesamt 50), und bereits kurze Zeit später veröffentlichten Hahn und Meitner die Entdeckung eines neuen kurzlebigen Produktes des Actiniums, des Actinium C.
Nachdem die Physikerin Harriet Brooks 1904 zum ersten Mal den radioaktiven Rückstoß beobachtet, aber falsch gedeutet hatte, gelang es erst Otto Hahn 1908/09, den Rückstoß bei der {\displaystyle \alpha }-Umwandlung nachzuweisen und richtig zu interpretieren. Hahn formulierte das so:

„Der Zerfall eines radioaktiven Atoms geschieht bekanntlich explosionsartig, die Alphastrahlen erreichen eine Geschwindigkeit bis zu 1/10, die Elektronen nahezu volle Lichtgeschwindigkeit. Zerplatzt nun ein derartig radioaktives Atom, so wird das übrigbleibende Rest-Atom durch das Ausschleudern der Elektronen oder mehr noch der Alphastrahlen einen Rückstoß bekommen, ähnlich wie die Kanone, wenn das Geschoss den Lauf verlässt. Die Geschwindigkeit des Rest-Atoms bestimmt sich daher nach dem Schwerpunktsatz.“

Die Erkenntnis, dass auch beim „Zerplatzen“ von Atomen die Grundsätze der Mechanik gelten, war für die weitere Klärung des radioaktiven Zerfalls von Atomen wichtig – man wusste damals noch nichts von einem Atomkern. In der Folgezeit entdeckten Hahn und Meitner mit der von ihnen neu entwickelten „Rückstoßmethode“ mehrere neue radioaktive Substanzen, unter anderem die Isotope 214Po, 207Tl, 208Tl und 210Tl.

#### Professur
Am 10. Oktober 1910 wurde Otto Hahn von der Preußischen Staatsregierung „in Rücksicht auf seine anerkennenswerten wissenschaftlichen Leistungen“ der Titel „Professor“ verliehen, aber erst 1919 erhielt er den Lehrauftrag für Radioaktivität an der Berliner Universität. Am 31. Januar 1934 trat er freiwillig von der Professur zurück (siehe unten).

### Radiumstandard-Kommission

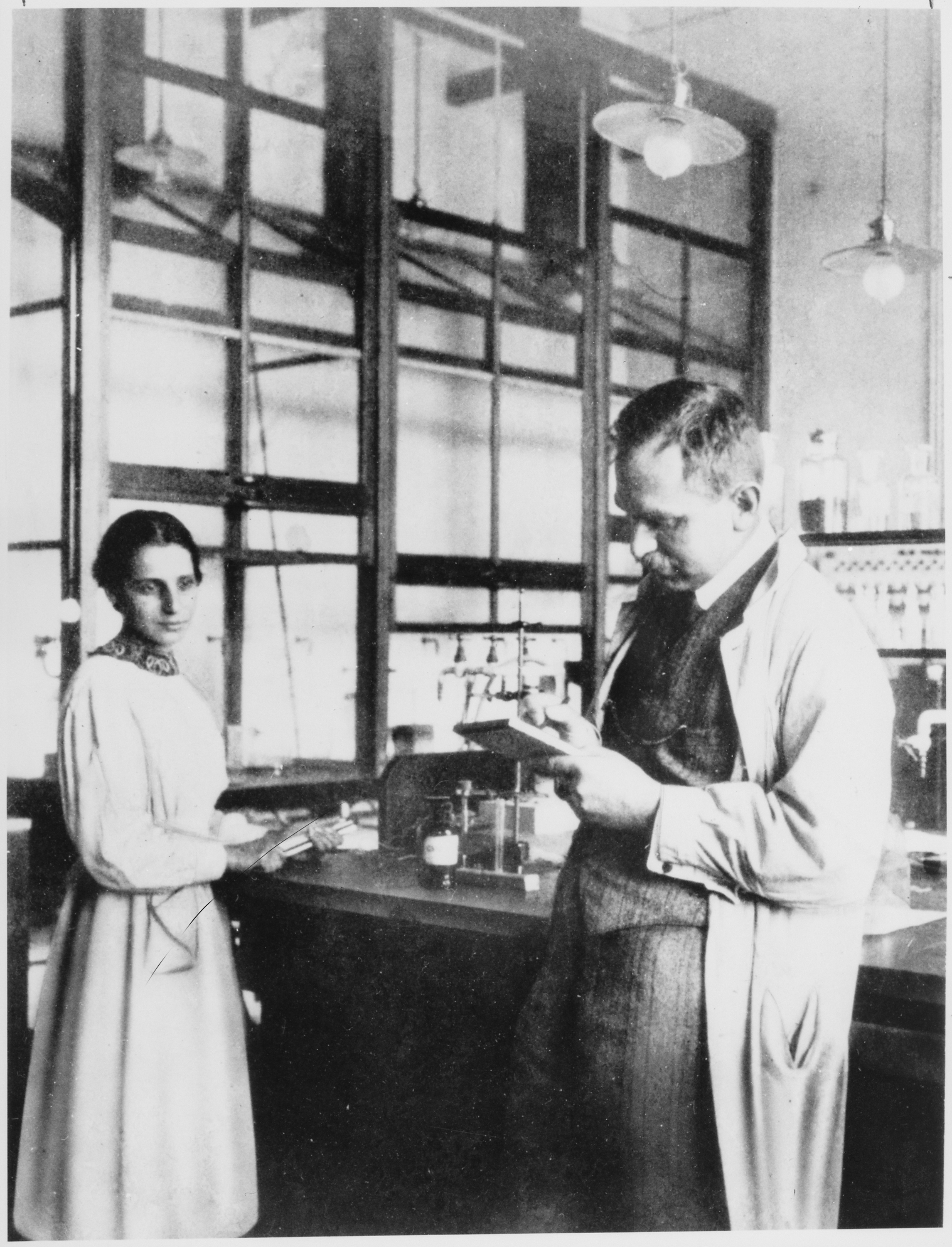
Otto Hahn und Lise Meitner im Labor, Kaiser-Wilhelm-Institut für Chemie, 1913

Vom 13. bis 15. September 1910 nahm Hahn als Vertreter Deutschlands am „1. Internationalen Radium-Kongress“ in Brüssel teil und wurde Mitglied der dort neugegründeten „Radiumstandard-Kommission“, zusammen mit Bertram Boltwood, Marie Curie, Stefan Meyer, Ernest Rutherford und Frederick Soddy. Ende März 1912 tagte die Kommission erneut, diesmal in Paris, im Institut und in der Wohnung von Marie Curie, die ein Radiumstandardpräparat aus reinstem wasserfreien Chlorid hergestellt hatte.

### Kaiser-Wilhelm-Institut für Chemie
1912 wurde Hahn die Leitung der radiochemischen Abteilung im neugeschaffenen Kaiser-Wilhelm-Institut (KWI) für Chemie in Berlin-Dahlem übertragen (das Gebäude in der Thielallee 63 ist heute der „Hahn-Meitner-Bau“ der Freien Universität Berlin). Hier arbeiteten Hahn und Meitner noch 25 Jahre lang zusammen, bis Meitner 1938 ins Exil fliehen musste. Ihre Abteilung am KWI für Chemie wurde „Labor Hahn-Meitner“ genannt. Die Physikerin Meitner bekam im Jahr 1918 ihre eigene radiophysikalische Abteilung, das Labor Hahn-Meitner wurde aufgeteilt in das „Labor Hahn“ und das „Labor Meitner“. Damit war Meitner gleichgestellt und bezog nun auch dasselbe ansehnliche Gehalt wie Hahn, abgesehen von einem Heiratszuschlag, den Hahn zusätzlich erhielt.
Als Nachfolger von Alfred Stock war Hahn von 1928 bis 1946 Direktor des Kaiser-Wilhelm-Instituts für Chemie, das er schon seit 1926 kommissarisch geleitet hatte. Von 1928 bis 1936 war er Mitglied im Senat der Kaiser-Wilhelm-Gesellschaft.

### Hochzeit
Anlässlich einer Tagung des Vereins Deutscher Chemiker in Stettin im Juni 1911 hatte Otto Hahn auf einer Dampferfahrt zur Ostsee die 23-jährige Kunststudentin Edith Junghans kennengelernt. Das Paar heiratete am 22. März 1913 in Ediths Geburtsstadt Stettin. Ihr Vater, Justizrat Paul Ferdinand Junghans (1859–1915), war bis zu seinem frühen Tod 1915 Präsident des Stadtparlaments von Stettin. Die Hochzeitsreise führte das junge Paar zunächst nach Südtirol und Bozen. Otto Hahn schrieb in Mein Leben:

„Von Bozen fuhren wir weiter zum Gardasee und machten Station in San Vigilio auf der stilleren Ostseite des Sees. San Vigilio mit seiner wundervollen Zypressenallee und das einfache, hübsche Hotel gefielen uns so gut, dass wir beschlossen, hier zu bleiben und nicht, wie geplant bis Brioni zu fahren. Wenn der letzte Passagierdampfer den Ort abends verlassen hatte, waren wir mit einigen Malern fast allein.
Meine Frau, die eine große Schwimmerin war, bemühte sich, mich auch für das Wasser zu begeistern. Es war aber so kalt, dass ich fluchtartig wieder festen Boden suchte. So machten wir stattdessen Spaziergänge auf die schönen Anhöhen um San Vigilio herum und auf den alles überragenden Monte Baldo. Gelegentliche Dampferfahrten führten uns zu den vom Fremdenverkehr schon mehr erschlossenen Orten im Westen und Süden.“

Aus der Ehe ging 1922 als einziges Kind der Sohn Hanno Hahn hervor, der ein bedeutender Kunsthistoriker und Architekturforscher an der Bibliotheca Hertziana in Rom wurde. 1960 verunglückte Hanno Hahn zusammen mit seiner Frau und Assistentin Ilse Hahn auf einer Studienreise in Frankreich tödlich. Sie hinterließen als einziges Kind einen damals 14-jährigen Sohn, Dietrich Hahn (1946–2024). Ab 1975 veröffentlichte Dietrich Hahn als Herausgeber biografische Werke über seinen Großvater Otto Hahn und gab auch dessen Autobiografie neu heraus. Zu Ehren seiner Eltern und zur Förderung junger Kunsthistoriker stiftete Dietrich Hahn im Jahr 1990 den Hanno-und-Ilse-Hahn-Preis, der in Rom verliehen wurde.

### Militärdienst im Ersten Weltkrieg
Zu Beginn des Ersten Weltkrieges wurde Otto Hahn zum Militärdienst einberufen. Zunächst diente er von August bis Dezember 1914 als Offiziersstellvertreter in zwei Regimentern an der Westfront. Danach wurde er Offizier (Leutnant) und Mitglied der von Fritz Haber geleiteten Spezialeinheit für chemische Kriegsführung (u. a. mit James Franck, Gustav Hertz, Erwin Madelung, Wilhelm Westphal und Heinrich Wieland). Diese entwickelte, testete und produzierte Giftgas für Kriegszwecke, schulte das Militär für den Umgang mit Giftgas, bereitete den Einsatz an der Front vor und überwachte die Gasangriffe. Hahn hatte zunächst Bedenken, weil er glaubte, dass die Verwendung giftiger Gase im Krieg gegen die Haager Konvention verstieß, jedoch ließ er sich von Haber überreden. Seine Auffassung von Pflichterfüllung spielte dabei eine Rolle. Außerdem ließ er sich von dem Argument beeindrucken, der Gaseinsatz verkürze den Krieg und rette damit Menschenleben.
Hahn diente im Gasregiment (Pionierregiment 35) vom Januar 1915 bis Kriegsende mit nur wenigen längeren Unterbrechungen. Er pendelte dabei ständig zwischen Ost-, West- und Süd-Front, Habers Institut für Physikalische Chemie in Berlin und den Bayer-Werken in Leverkusen. Hahn war neben Franck der einzige, der die vom Haberschen Institut entwickelten Gasmasken und Filter im Jahr 1917 prüfte, indem er sich mit Gasmaske in einer mit Phosgen gefüllten Hütte aufhielt, bis das Gas durch die Gasmaske drang.
Für seine militärischen Verdienste erhielt Hahn die Hessische Tapferkeitsmedaille, beide Klassen des Eisernen Kreuzes, den Albrechts-Orden mit Schwertern und das Ritterkreuz des Königlichen Hausordens von Hohenzollern.

### Arbeiten am Kaiser-Wilhelm-Institut

#### Entdeckung des Protactiniums
Ab Dezember 1916 wurde Hahn Mitglied des „Hauptquartiers Seiner Majestät“ in Berlin und konnte sich daher zwischen Januar und September 1917 an seinem Institut wieder verstärkt der Radiumforschung widmen. 1917 isolierte er mit Lise Meitner eine langlebige Aktivität. Sie nannten das Element „Proto-Actinium“ und veröffentlichten ihre Arbeit 1918 unter dem Titel Die Muttersubstanz des Actiniums; ein neues radioaktives Element von langer Lebensdauer in der Physikalischen Zeitschrift. 1913 hatten Fajans und Göhring eine kurzlebige Aktivität aus Uran isoliert (UX2) und das Element Brevium genannt. Die beiden Aktivitäten sind unterschiedliche Isotope des gleichen Elements Nr. 91. Die IUPAC nannte es 1949 endgültig Protactinium und bestätigte Hahn und Meitner als alleinige Entdecker. Bereits 1924 und 1925 wurden sie für ihre Entdeckung von mehreren Kollegen für den Chemie-Nobelpreis vorgeschlagen, unter anderem von Max Bergmann, Viktor Moritz Goldschmidt und auch von Kasimir Fajans selbst.

#### Entdeckung der Kernisomerie
Im Februar 1921 veröffentlichte Otto Hahn die erste Mitteilung über seine Entdeckung des Uran Z (234Pa). Hahn hielt diese Entdeckung für seine beste Arbeit. Es war die Entdeckung der Kernisomerie, die damals allerdings noch nicht verstanden wurde. Erst 15 Jahre später, 1936, gelang es dem jungen Carl Friedrich von Weizsäcker, die Kernisomerie als „metastabile Zustände der Atomkerne“ theoretisch zu erklären. Auch für diese Entdeckung wurde Otto Hahn von 1923 bis 1929 mehrfach für den Chemie-Nobelpreis vorgeschlagen, unter anderem von Bernhard Naunyn, Heinrich Goldschmidt und Max Planck.

#### Beitrag zur Geologie
1926 publizierte Hahn im Springer-Verlag seine erste Monographie Was lehrt uns die Radioaktivität über die Geschichte der Erde?. Darin beschäftigte er sich mit dem Alter der Erdkruste, dem Wärmehaushalt der Erde und der Gebirgsbildung; er bestätigte die seinerzeit noch umstrittene Theorie der Kontinentalverschiebung von Alfred Wegener. Die Monographie wurde rasch zu einem Standardwerk.
Aufgrund gemeinsamer geologischer Interessen entwickelte sich zwischen Hahn und Fridtjof Nansen, der ihm seine Untersuchung Klima-Veränderungen in geschichtlicher Zeit und Nacheiszeit (Oslo 1926) gewidmet hatte, eine umfangreiche wissenschaftliche, sehr freundschaftliche Korrespondenz bis zu Nansens Tod im Jahr 1930.

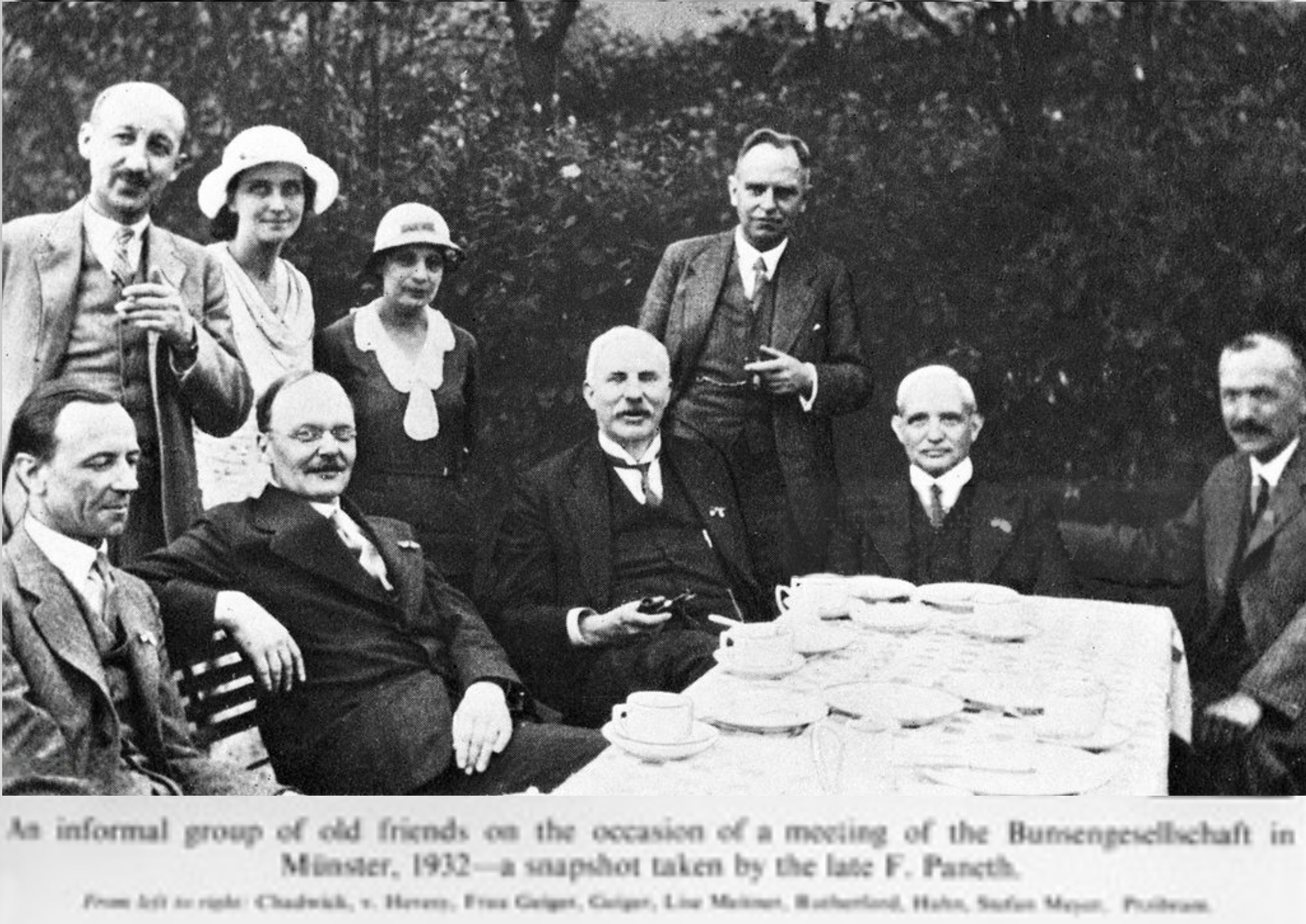
Bunsentagung über Radioaktivität, Münster 1932. Stehend, von links: George de Hevesy, Lili Geiger, Lise Meitner, Otto Hahn. Sitzend, von links: James Chadwick, Hans Geiger, Ernest Rutherford, Stefan Meyer, Karl Przibram.

#### Angewandte Radiochemie
In den 1920er Jahren schuf sich Otto Hahn ein neues Arbeitsgebiet: Mit der von ihm neuentwickelten „Emaniermethode“ und dem „Emaniervermögen“ begründete er die „Angewandte Radiochemie“ zur Erforschung allgemeiner chemischer und physikalisch-chemischer Fragen. Applied Radiochemistry ist der Titel seines 1936 in englischer (und später in russischer) Sprache erschienenen Lehrbuches, das die 1933 von Hahn während seiner Gastprofessur an der Cornell University in Ithaca, New York (USA), gehaltenen Vorlesungen enthält. Diese Publikation hatte einen bedeutenden Einfluss auf praktisch alle Nuklearwissenschaftler in den 1930er und 1940er Jahren, vor allem in den USA, Großbritannien, Frankreich und der Sowjetunion.
Glenn T. Seaborg, der Mitentdecker zahlreicher Transuran-Elemente und damalige Präsident der United States Atomic Energy Commission, schrieb 1966 im Vorwort der amerikanischen Ausgabe von Hahns wissenschaftlicher Autobiographie: „Mitte der 30er Jahre sowie in Verbindung mit unserer Arbeit mit Plutonium einige Jahre später benutzte ich sein Buch ‚Applied Radiochemistry‘ als meine Bibel. […] Ich denke, es ist gerecht, Otto Hahn als den Vater der Radiochemie und der daraus entstandenen modernen Kernchemie zu bezeichnen.“

### Die Entdeckung der Kernspaltung (1938)

#### Ausgangssituation

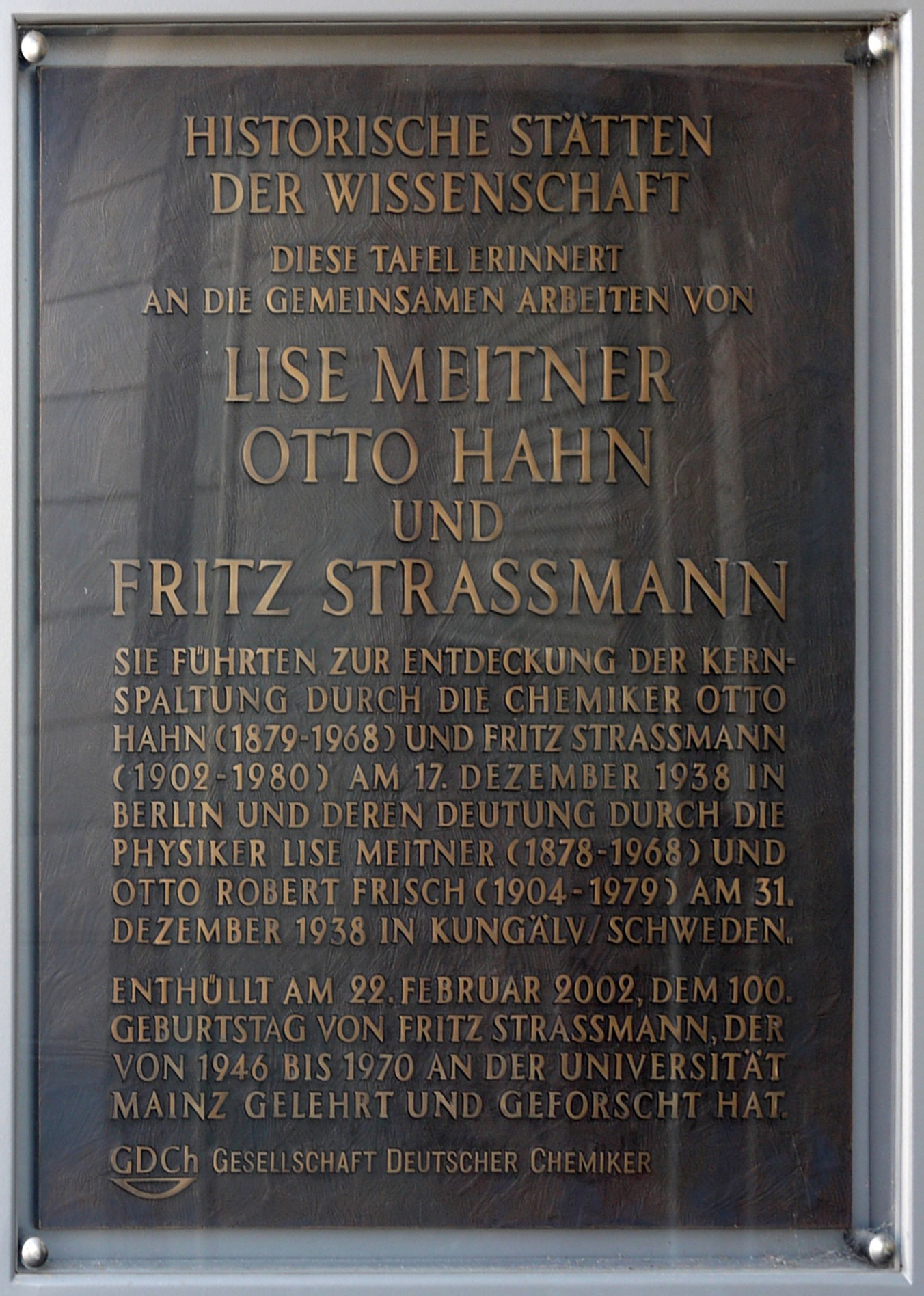
Gedenktafel der Gesellschaft Deutscher Chemiker am ehemaligen Institut für Kernchemie in Mainz: Lise Meitner, Otto Hahn und Fritz Straßmann machten durch ihre gemeinsamen Arbeiten die Entdeckung der Kernspaltung möglich. Straßmann lehrte und forschte später in Mainz.

Gemeinsam mit Lise Meitner und seinem Assistenten Fritz Straßmann setzte Hahn die Forschungsarbeiten fort, die der italienische Physiker Enrico Fermi durch den Beschuss von Uran mit Neutronen 1934 begonnen hatte. Bis Ende 1938 glaubten alle Wissenschaftler, dass die Elemente mit Ordnungszahlen größer als 92 (die sogenannten Transurane) entstehen, wenn man Uranatome mit Neutronen beschießt. Eine Ausnahme war die Chemikerin Ida Noddack, die schon 1934 mutmaßte: „Es wäre denkbar, dass bei der Beschießung schwerer Kerne mit Neutronen diese Kerne in mehrere größere Bruchstücke zerfallen, die zwar Isotope bekannter Elemente, aber nicht Nachbarn der bestrahlten Elemente sind.“ Kein Physiker überprüfte diese Hypothese, auch Ida Noddack selbst nicht. Der Zerfall schwerer Atomkerne in leichtere Elemente galt als ausgeschlossen.
Hahn hielt seinen verehrten Lehrer und Freund Ernest Rutherford in Cambridge über den Verlauf der sogenannten Transuran-Arbeiten von Beginn an auf dem Laufenden und informierte ihn über alle Fortschritte. Rutherford war lebenslang überzeugt, die Nutzbarmachung der Kernenergie würde niemals Realität werden. Er starb am 19. Oktober 1937, vierzehn Monate vor der Entdeckung der Kernspaltung.
Durch den Anschluss Österreichs an Deutschland im März 1938 verlor Lise Meitner ihre österreichische Staatsbürgerschaft und war nun wegen ihrer jüdischen Abstammung gefährdet, bald ein Opfer der nationalsozialistischen Rassenideologie zu werden. Nach Hahns vorbereitender Hilfe emigrierte Meitner am 13. Juli 1938 in Begleitung des holländischen Chemikers Dirk Coster von Berlin illegal über die Niederlande nach Schweden. Die letzte Nacht vor ihrer Abreise aus Berlin verbrachte sie im Dahlemer Haus des Ehepaars Hahn. Otto Hahn schenkte ihr „für dringende Notfälle“ einen wertvollen Brillantring, ein Erbstück seiner Mutter. Im Rückblick schrieb er:

„Coster selbst traf erst auf der Bahn mit ihr zusammen; dann reisten sie beide ab. Die Gefahr für Lise Meitner bestand in den mehrfachen Kontrollen in den nach dem Ausland fahrenden Eisenbahnzügen durch die SS. – Wir zitterten, ob sie durchkomme oder nicht. Einen Tag später kam das verabredete Telegramm, dem wir entnahmen, dass Lise in Holland war. Ich werde den 13. Juli 1938 nie vergessen.“

Ebenfalls im Juli 1938 veröffentlichten Irène Joliot-Curie und Paul Savitch die Ergebnisse ihrer seit 1937 durchgeführten Forschungen zu Transuranen. Wie Fermi bestrahlten sie Uran mit Neutronen; dabei registrierten sie einen β−-Strahler mit einer Halbwertszeit von 3,5 Stunden, dessen chemische Identifizierung sich jedoch als außerordentlich schwierig erwies. Joliot-Curie und Savitch vertraten schließlich die Interpretation, „dass dieser Körper die Kernladungszahl 93 hat und es sich bei den von Hahn, Meitner und Straßmann bisher gefundenen Transuranen um die Elemente 94 bis 97 handelt“.

#### Entdeckung und Veröffentlichung

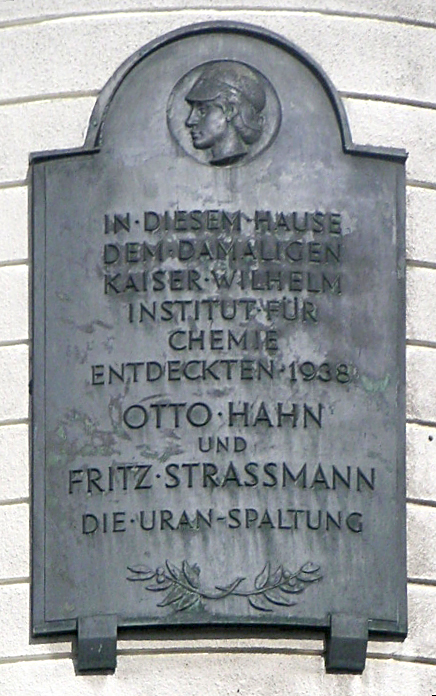
Gedenktafel zur Entdeckung der Kernspaltung am früheren Kaiser-Wilhelm-Institut für Chemie

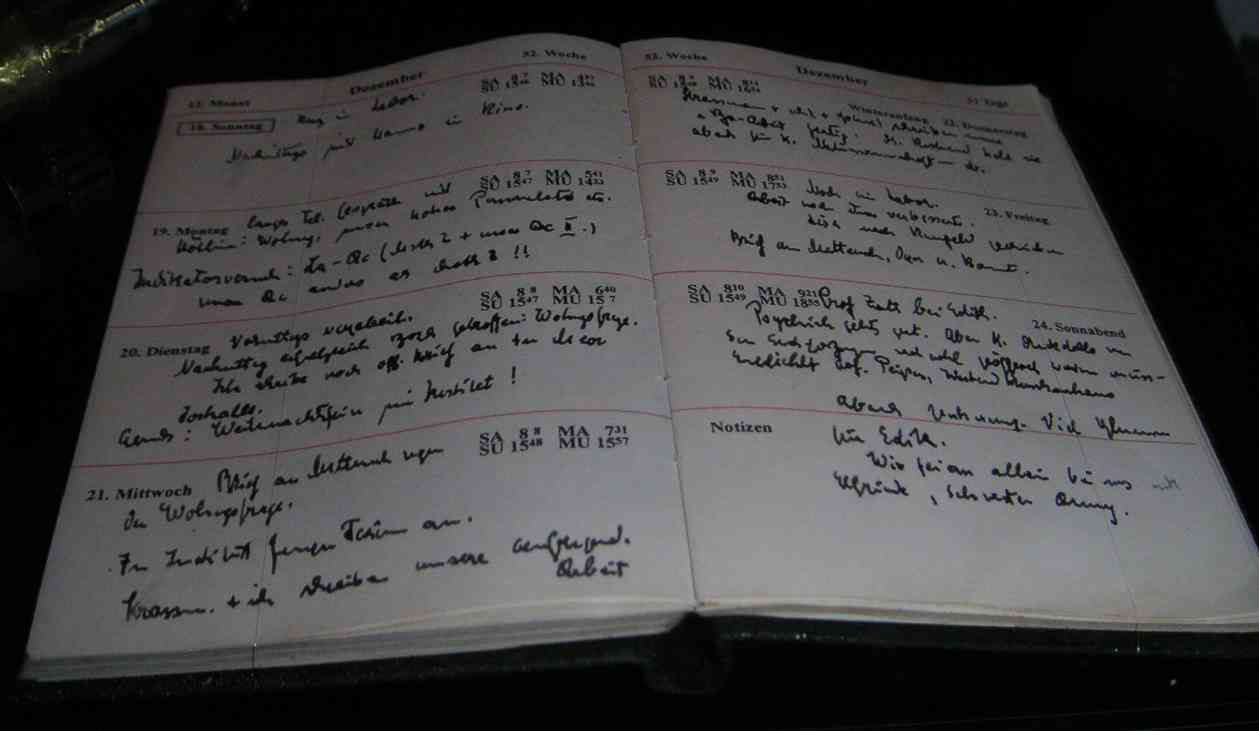
Taschenkalender Otto Hahns, 1938. Am 21. Dezember notierte Hahn: „Strassmann + ich schreiben unsere aufregende Arbeit“.

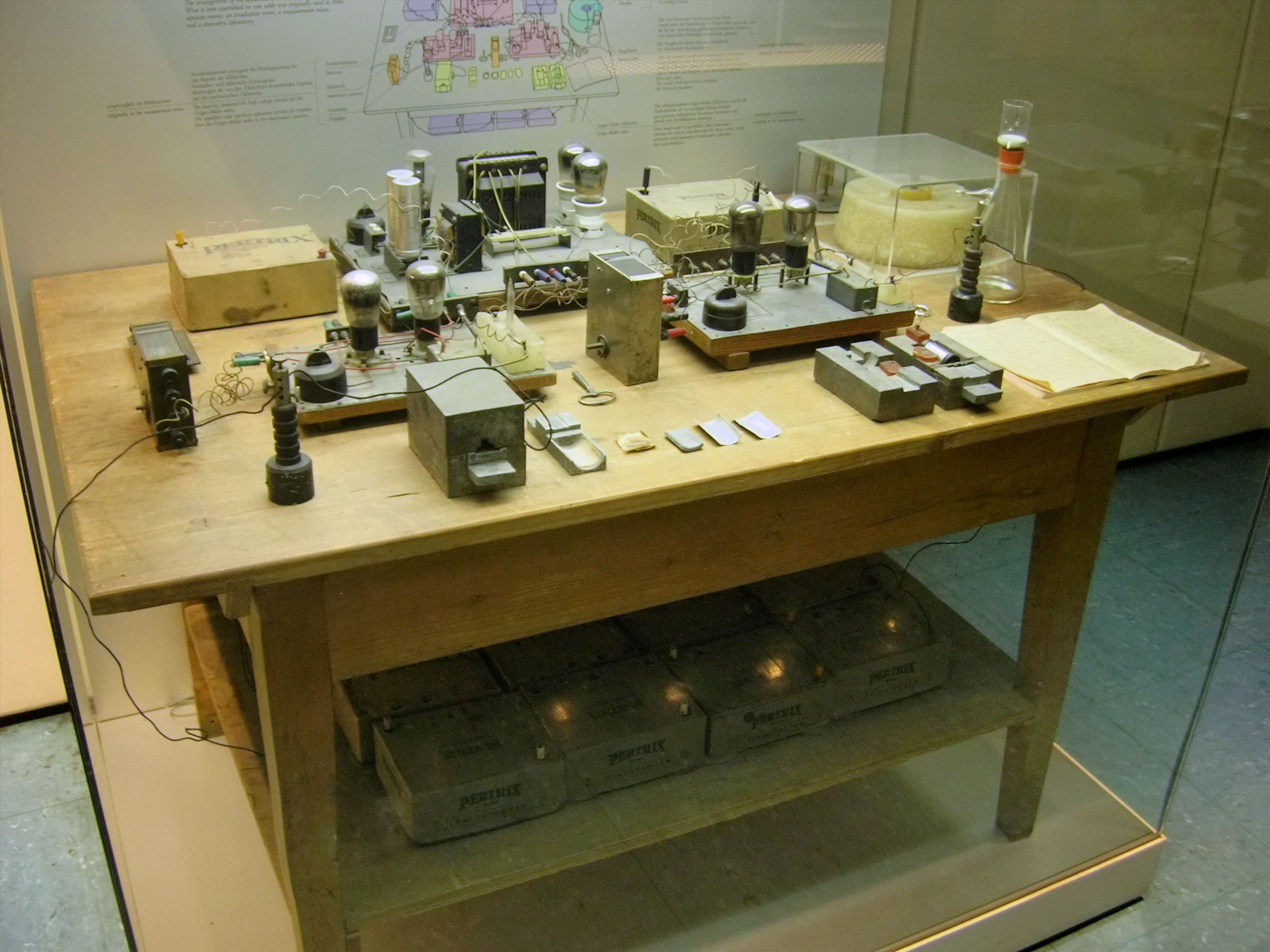
Der „Hahn-Meitner-Straßmann-Tisch“ im Deutschen Museum zeigt die Apparaturen, mit denen Hahn und Straßmann am 17. Dezember 1938 in Berlin die Kernspaltung entdeckten, zu der Meitner die Erklärung beisteuerte. Die Geräte sind Originale, sie standen aber damals in verschiedenen Räumen und wurden später als Museumstisch arrangiert.

Als Otto Hahn und Fritz Straßmann im Dezember 1938 in einer mit Neutronen bestrahlten Uranprobe nach Transuranen suchten, fanden sie Spuren des Elements Barium. Aufgrund des entscheidenden Experiments am 17. Dezember 1938 – der berühmten „Radium-Barium-Mesothorium-Fraktionierung“ – schloss Otto Hahn auf ein „Zerplatzen“ des Urankerns in mittelschwere Atomkerne. Dies war die Entdeckung der Kernspaltung. Otto Hahn setzte einzig Lise Meitner über die Ergebnisse der radiochemischen Experimente brieflich in Kenntnis; die Physiker in seinem Institut informierte er nicht.
Hahns und Straßmanns Ergebnisse wurde am 6. Januar 1939 in der Zeitschrift Die Naturwissenschaften veröffentlicht. Damit lag der Beweis vor, dass das Uran in kleinere, aus leichteren Elementen bestehende Bruchstücke gespalten wird. In ihrer zweiten Veröffentlichung vom 10. Februar 1939, in der sie erstmals den Begriff „Uranspaltung“ verwendeten, sagten Hahn und Straßmann voraus, dass bei dem Spaltungsvorgang „mehrere zusätzliche Neutronen freigesetzt werden könnten“. Die resultierende „Kettenreaktion“ wurde später von Frédéric Joliot, Hans von Halban und Lew Kowarski experimentell bestätigt.
Am 11. Februar 1939 lieferten Lise Meitner und ihr inzwischen ebenfalls nach Schweden emigrierter Neffe Otto Robert Frisch eine erste theoretisch-physikalische Erklärung der Kernspaltung in der englischen Zeitschrift Nature. Sie schätzten die entstehende Energie auf ca. 200 Millionen Elektronenvolt. In dem Beitrag verwendeten sie dreimal – in Anführungszeichen – den Begriff fission („Spaltung“) und bezogen ihn auf den Atomkern (englisch nucleus). In der Folgezeit setzte sich der Begriff nuclear fission (Kernspaltung) durch.

#### Bewertung
Dass Hahns außerordentliche Fähigkeiten als Chemiker die Entdeckung der Kernspaltung ermöglichten, wird allgemein anerkannt. Karl Erik Zimen drückte es so aus: „Keiner konnte wie er die zeitlichen Veränderungen der Aktivität von mehreren im genetischen Zusammenhang stehenden Radionukliden im Kopf analysieren, und keiner konnte es ihm gleichtun im Geschick und in der Sorgfalt chemischer Operationen mit unwägbar geringen, oft nur als Atomzahlen auszudrückenden Substanzmengen.“ Lise Meitner schrieb, die wissenschaftliche Leistung sei deshalb so bewundernswert, weil sie „ohne jede theoretische Wegweisung auf rein chemischem Weg“ erreicht wurde. In einem ARD-Interview (1959) sagte sie: „Es gelang mit einer ungewöhnlich guten Chemie von Hahn und Straßmann, mit einer phantastisch guten Chemie, die zu dieser Zeit wirklich niemand anderer gekonnt hat.“ In demselben Interview präzisierte daraufhin Fritz Straßmann, Hahns Methode sei nötig gewesen, um die einzelnen Substanzen nicht nur zu isolieren, sondern identifizieren zu können; somit sei die Entdeckung Hahns Verdienst.
Die Entdeckung kann auch als Ergebnis der jahrzehntelangen Forschungsarbeit Hahns interpretiert werden. Hans-Joachim Born und Fritz Straßmann schrieben: „Dass ihm als Chemiker die Entdeckung der Spaltung schwerer Atomkerne gelang, war die Erfüllung eines arbeitsamen Lebens und die Krönung unermüdlicher Forschertätigkeit.“
Welchen Anteil Lise Meitner an der Entdeckung der Kernspaltung hatte, ist bis in Gegenwart kontrovers beurteilt worden. Meitner selbst schrieb Ende November 1945 in einem Brief an eine Freundin, sie glaube, dass „Frisch und ich etwas nicht Unwesentliches zur Aufklärung des Uranspaltungsprozesses beigetragen haben – wie er zustande kommt und daß er mit einer so großen Energieentwicklung verbunden ist, lag Hahn ganz fern“. Der Wissenschaftshistoriker Ernst Peter Fischer nannte in diesem Sinne die Tatsache, dass Meitner keinen Nobelpreis erhielt, eine „Dummheit der schwedischen Akademie“ (siehe auch Lise Meitner#Ausbleiben des Nobelpreises). Heute wird die Entdeckung der Kernspaltung meist als Ergebnis einer Zusammenarbeit und Meitner als Mitentdeckerin gesehen. Der vormalige „Otto-Hahn-Tisch“ im Deutschen Museum in München – er demonstriert die Geräte, die bei der Entdeckung der Kernspaltung verwendet wurden – wird seit 2013 „Hahn-Meitner-Straßmann-Tisch“ genannt, um Meitners und Straßmanns Mitwirkung zu würdigen.

#### Weitere Erforschung und Beteiligung am Uranprojekt
Während des Krieges arbeitete Otto Hahn – zusammen mit den Mitarbeitern Hans Joachim Born, Siegfried Flügge, Hans Götte, Walter Seelmann-Eggebert und Fritz Straßmann – an den Spaltreaktionen des Urans und stellte bis 1945 eine Liste von nachgewiesenen 25 Elementen und 100 Isotopen auf – eine erstaunliche Leistung unter den durch den Krieg stark eingeschränkten Arbeitsbedingungen.
Wenige Monate nach der Entdeckung der Kernspaltung begannen in Deutschland Bemühungen, diese technisch nutzbar zu machen beziehungsweise die Frage zu klären, inwieweit eine technische Nutzung möglich sei – zur Energiegewinnung, aber auch zum Bau von Atombomben. Bei diesem von 1939 bis 1945 laufenden „Uranprojekt“ arbeiteten zahlreiche Wissenschaftler und diverse Unternehmen mit staatlichen Behörden und dem Militär zusammen. Hahn war als Experte für Uranspaltung eingebunden, nahm aber kaum an den Treffen der Experten teil. Er erschien bei der „zweiten Urankonferenz“ am 26. September 1939, auch Werner Heisenberg und Carl Friedrich von Weizsäcker zählten zu den zwölf Teilnehmern. Am 13. und 14. März 1941 nahm er an einer Tagung am Kaiser-Wilhelm-Institut für Physik teil, bei der Heisenberg über Versuche in Berlin und Leipzig informierte und er selbst über Fortschritte bei der Suche nach Transuranen berichtete. Letztlich blieb das Uranprojekt erfolglos.

### Verhältnis zum Nationalsozialismus
Otto Hahn war von Anbeginn ein Gegner der Nazi-Diktatur und widersetzte sich immer wieder erfolgreich der Aufforderung zur Mitgliedschaft in der NSDAP. Im November 1933 weigerte er sich, das Bekenntnis der deutschen Professoren zu Adolf Hitler zu unterzeichnen. Es war ihm zuwider, dass NSDAP-Mitglieder bei den vielen Veranstaltungen und Sitzungen, an denen er als Professor an der Berliner Universität teilnehmen musste, den Ton anzugeben begannen. Hauptsächlich deshalb trat er am 31. Januar 1934 freiwillig von seiner Professur zurück. Die Landsmannschaft Nibelungia Marburg, der Hahn als „alter Herr“ angehörte, nahm wie alle Studentenverbindungen den „Arierparagraphen“ in ihre Satzung auf und schloss damit „nichtarische“ Mitglieder aus. Hahn, der zuvor „ewige Treue“ geschworen hatte, erklärte daraufhin seinen Austritt aus der Studentenverbindung und trat ihr auch nach 1945 nicht wieder bei.
Der Chemiker Hans Götte, seit 1935 einer von Hahns Mitarbeitern im KWI für Chemie, schrieb in einem Rückblick: „Zur Macht hatte Otto Hahn kein Verhältnis. Weder lag ihm das geringste daran zu herrschen oder zu organisieren, noch erregten die Mächtigen seine Bewunderung. Wo, wie im Dritten Reich, die Macht missbraucht wurde, hat er sich mit großem persönlichen Mut dagegen gewendet.“
Durch sein energisches und konsequentes Auftreten gegenüber den NS-Behörden konnte Otto Hahn zusammen mit seiner couragierten Frau Edith vielen gefährdeten oder verfolgten Institutsangehörigen und Privatpersonen beistehen und sie vor Fronteinsatz oder gar der Deportation in ein Konzentrationslager bewahren. Max von Laue, der sich in ähnlicher Weise engagiert hatte, erinnerte sich in einem Brief an seinen Freund Otto Hahn zu dessen 80. Geburtstag: „Wie oft hast Du, wie oft habe ich jüdischen Bekannten und anderen Verfolgten seelisch geholfen, indem wir sie allen Verboten zum Trotz besuchten oder in unsere Häuser einluden.“ Dass Lise Meitners Flucht ins Ausland gelang, bezeichnete von Laue als Hahns „Meisterstück“.
Das Ehepaar Hahn versorgte untergetauchte jüdische Mitbürger, die in Kohlekellern und Dachböden verborgen leben mussten und zu verhungern drohten, weil sie keine Lebensmittelkarten bekamen. Wolf Jobst Siedler berichtete als Zeitzeuge, dass er etwa Ende 1942, Anfang 1943 als Jugendlicher mit Freunden eigene und fremde Lebensmittelkarten zu sammeln begann, die er im Haus der Hahns in Lichterfelde abgab. Edith Hahn sorgte dann für die Verteilung der Karten an untergetauchte Juden, von denen sie nach eigenen Angaben Hunderte kannte.
Im September 1942 bemühte sich Hahn vergeblich um die Rettung des jüdischen Chemikers Wilhelm Traube. Im November 1944 intervenierte er im Fall der Jüdin Marie von Traubenberg. In einem Brief an den SS-Hauptscharführer Dobberke schrieb er, dass sie als Physikerin und Mitarbeiterin ihres Mannes Heinrich Rausch von Traubenberg an den „Geheimarbeiten über das Uran“ beteiligt gewesen sei; nur sie könne die wichtigen Forschungsergebnisse ihres verstorbenen Mannes übersehen. Die Gestapo ließ sich von Hahns übertriebenen, aber wirkungsvollen Worten täuschen und deportierte Marie von Traubenberg nicht nach Auschwitz, sondern nach Theresienstadt, wo sie ein eigenes Zimmer bekam, um den Nachlass ihres Mannes zu bearbeiten. Sie war damit gerettet. Ende 1945 verließ sie Deutschland und zog zu Verwandten nach England.

### Tailfingen

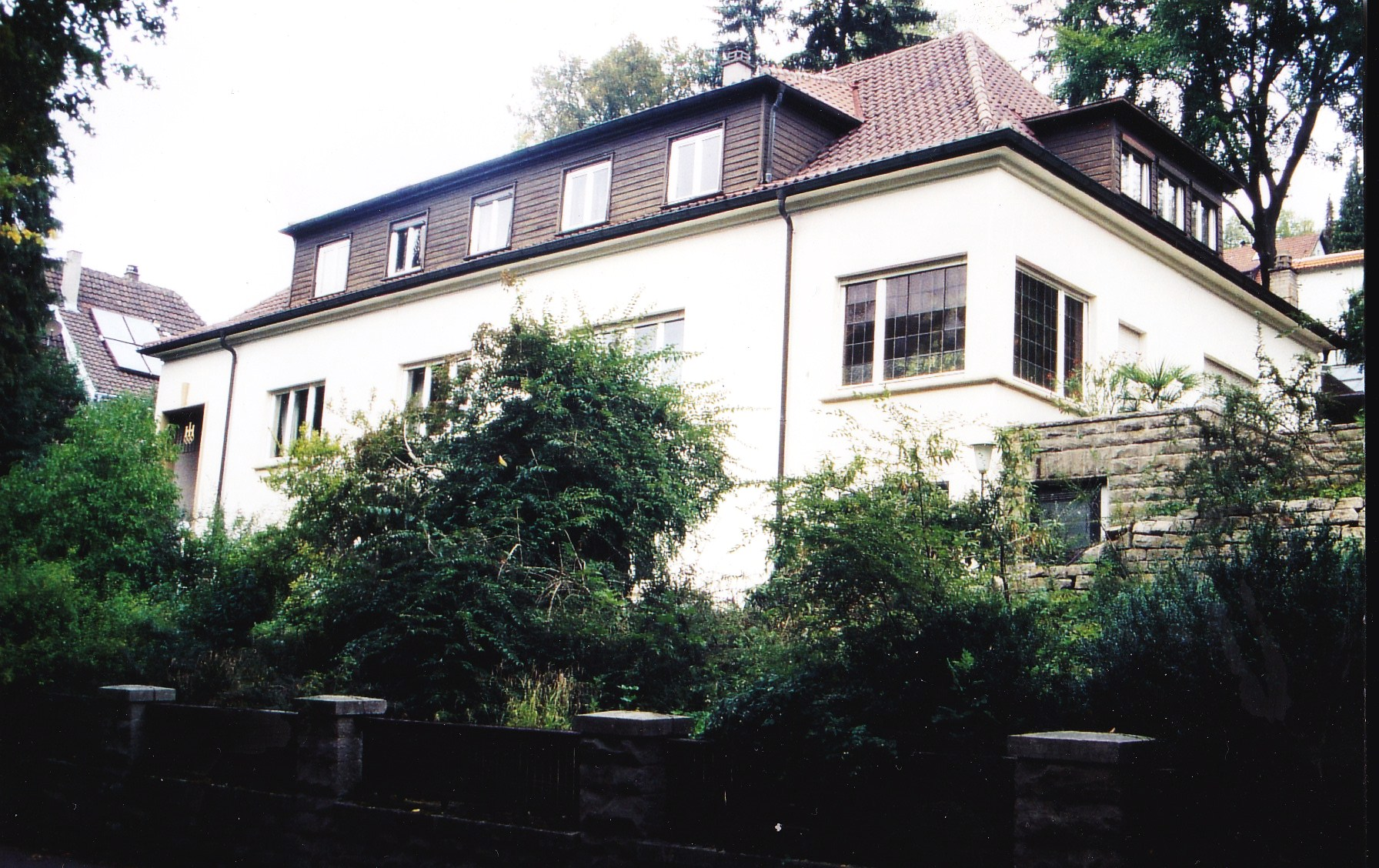
Villa Hakenmüller, Tailfingen, Panoramastraße 20

In der Nacht vom 11. zum 12. Februar 1944 wurde das Kaiser-Wilhelm-Institut für Chemie von einer schweren Bombe getroffen. Hahn schrieb an seinen Bruder Heiner in Frankfurt am Main: „Mein Institut hat einen Volltreffer, der wohl gerade in meinem Direktorenzimmer explodiert ist. Die Hälfte des schönen Instituts wurde damit restlos zerstört. Alle meine Dokumente, Sonderdrucke, Manuskripte, Briefwechsel etc. sind atomisiert! Wertvolle und jetzt nicht wiederherstellbare Apparaturen, die im Frieden viele Tausende kosteten, sind dahin.“
Hahn entschloss sich, sein Institut nach Süddeutschland auszulagern, das von alliierten Bombenangriffen noch weitgehend verschont war. In Tailfingen (Württemberg) konnten drei leerstehende Textilfabriken gefunden werden, in denen die intakten Reste des Instituts, die radioaktiven Präparate und die Beryllium-Neutronenquellen untergebracht wurden. Otto Hahn und seine Frau bezogen zwei Zimmer in der Villa des Textil-Fabrikanten Julius Hakenmüller in der Panoramastraße 20, in denen sie bis zum Kriegsende wohnten.

## Nach dem Zweiten Weltkrieg

### Internierung in England
Bei Kriegsende, im April 1945, wurde Otto Hahn von alliierten Spezialeinheiten der Alsos-III-Mission in Tailfingen festgenommen. Nach kürzeren Zwischenaufenthalten in Reims, Versailles und Huy wurde er zusammen mit acht deutschen Physikern (darunter Max von Laue, Walther Gerlach, Werner Heisenberg und Carl Friedrich von Weizsäcker) und dem Chemiker Paul Harteck in dem Landhaus Farm Hall nahe Cambridge (England) interniert. Bei der sogenannten Operation Epsilon hörten die Alliierten die am Uranprojekt beteiligten Wissenschaftler in Farm Hall ab, um in Erfahrung zu bringen, ob Deutschland in der Lage war, eine Atombombe zu bauen.
Walther Gerlach schrieb, Hahn sei von Anfang an „ganz selbstverständlich der Doyen der Gruppe“ gewesen; mit seinen Qualitäten wie Urteilsvermögen, Humor und Charakterstärke war er für Verhandlungen mit den Briten besonders geeignet. In einer Beurteilung britischer Bewachungsoffiziere wurde Hahn gelobt: „Ein Mann von Welt. Er hat sich von allen Professoren als am hilfsbereitesten erwiesen, und sein Humor und gesunder Menschenverstand haben bei zahlreichen Gelegenheiten die Situation gerettet. Gegenüber England und Amerika ist er entschieden freundlich eingestellt.“

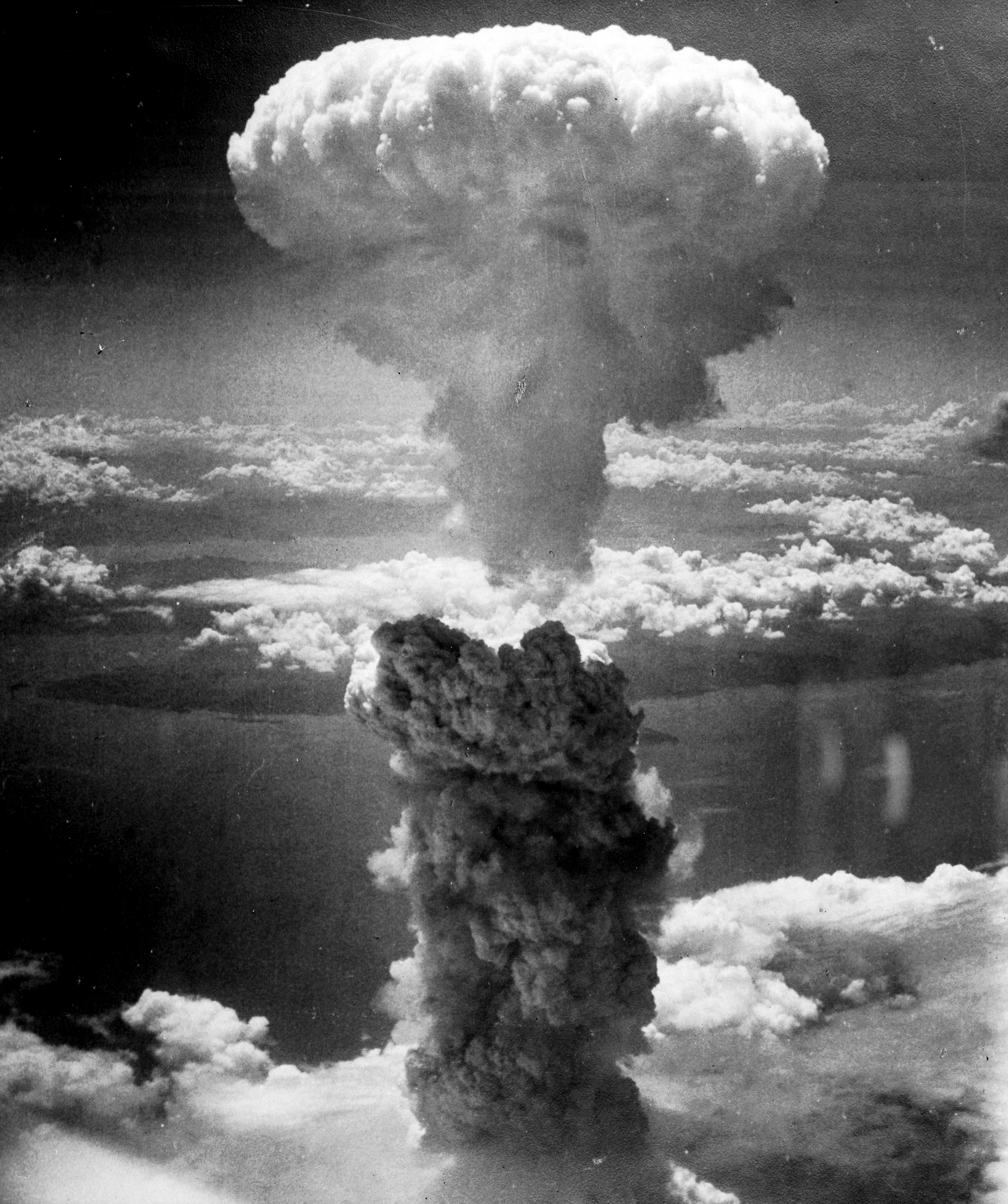
Der „Atompilz“ über Nagasaki, 9. August 1945

In Farm Hall erfuhren die deutschen Wissenschaftler am 6. und 9. August vom Abwurf der amerikanischen Atombomben auf Hiroshima und Nagasaki. Otto Hahn, der von dem diensthabenden Major Terence H. Rittner zuerst informiert wurde, war verzweifelt, weil er sich als Entdecker der Kernspaltung für den Tod und das Leiden hunderttausender japanischer Zivilisten mitverantwortlich fühlte. Werner Heisenberg schrieb in seinen Erinnerungen:

„Am tiefsten getroffen war begreiflicherweise Otto Hahn. Die Uranspaltung war seine bedeutendste wissenschaftliche Entdeckung, sie war der entscheidende und von niemandem vorhergesehene Schritt in die Atomtechnik gewesen. Und dieser Schritt hatte jetzt einer Großstadt und ihrer Bevölkerung, unbewaffneten Menschen, von denen die meisten sich am Kriege unschuldig fühlten, ein schreckliches Ende bereitet. Hahn zog sich erschüttert und verstört in sein Zimmer zurück, und wir waren ernstlich in Sorge, dass er sich etwas antun könnte.“

Hahn berichtete, er habe schon vor dem Abwurf der Atombomben in Japan an Selbstmord gedacht, als ihm bewusst wurde, dass seine Entdeckung zum Bau von Atombomben führen würde. Max von Laue versuchte ihn in langen Gesprächen zu trösten. Er sagte ihm, dass die Kernspaltung früher oder später ohnehin entdeckt worden wäre.
Carl Friedrich von Weizsäcker, der Hahns Verzweiflung ebenfalls miterlebt hatte, erklärte später: „Seine ganze Hoffnung hatte er auf einen Sieg des Westens gesetzt, also auf einen Sieg Amerikas. Und nun erfuhr er, dass die Leute, auf die er seine Hoffnung gesetzt hatte, diese Waffe entwickelt und auch tatsächlich eingesetzt hatten. Das hat ihn erschüttert.“ Weizsäcker verehrte Hahn dafür, dass er sich für die Toten von Hiroshima verantwortlich fühlte, obwohl er sie „nach jeder normalen Regel nicht zu verantworten hatte“. An Hahns Leiden habe sich gezeigt, dass er „ein wirklich moralischer und reifer Mensch“ war.
In diesen schweren Stunden erwuchs Hahns aktiver Pazifismus, der ihn in den nachfolgenden Jahren zu einem der engagiertesten und bedeutendsten Vorkämpfer für Frieden, Abrüstung und Völkerverständigung werden ließ. Es war seine Reaktion darauf, dass er als Entdecker der Kernspaltung zum „Großvater der Atombombe“ geworden war (das Magazin Der Spiegel verwendete dieses Etikett 1949 in einer Überschrift). Als „Vater der Atombombe“ gilt Robert Oppenheimer, der ebenso wie Hahn nach dem Zweiten Weltkrieg versuchte, gegen die mit der nuklearen Aufrüstung verbundenen Gefahren anzukämpfen.
Anfang Januar 1946 durfte die Gruppe der zehn Internierten wieder nach Deutschland zurückkehren, und nach einem Aufenthalt in Alswede (Westfalen) wurden Hahn, Heisenberg und von Laue nach Göttingen in die britische Besatzungszone entlassen.

### Der Nobelpreis für Chemie

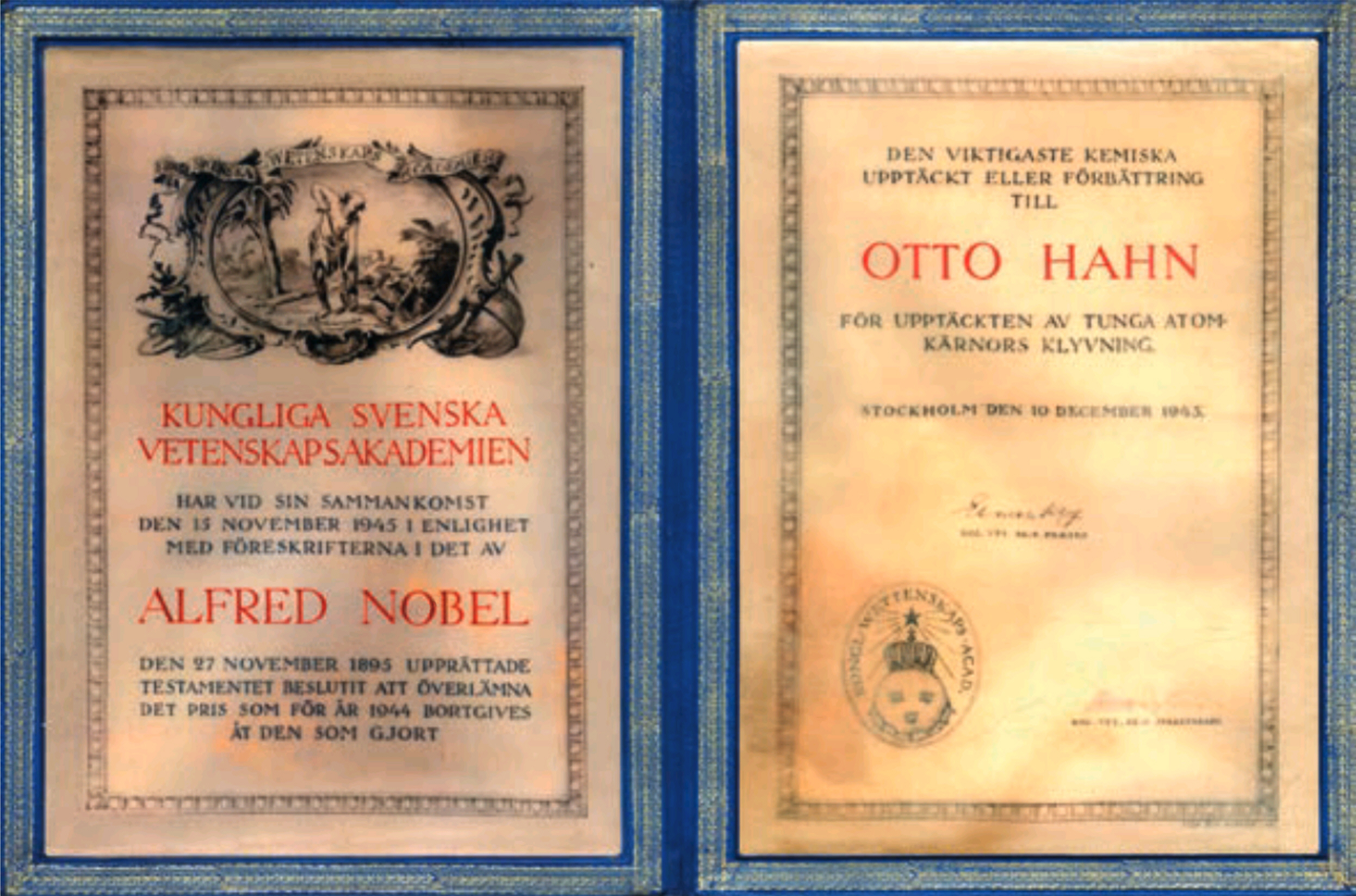
Otto Hahns Nobel-Urkunde

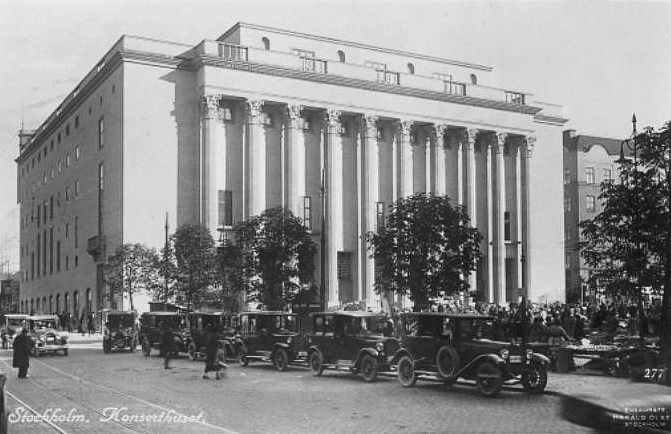
Das Konzerthaus in Stockholm, in dem seit 1901 die Verleihungen der Nobelpreise stattfinden

Hahn war 1943 als auswärtiges Mitglied in die Königlich Schwedische Akademie der Wissenschaften aufgenommen worden. „Für seine Entdeckung der Spaltung schwerer Atomkerne“, so die offizielle Begründung, zeichnete ihn die Akademie am 16. November 1945 mit dem Nobelpreis für Chemie des Jahres 1944 aus. Im Dezember 1945 war Hahn noch in England interniert. Daher konnte ihm der Preis erst am 10. Dezember 1946 von König Gustav V. von Schweden in Stockholm überreicht werden.
Hahn war schon 1914 erstmals für den Chemie-Nobelpreis vorgeschlagen worden (von Adolf von Baeyer). Bis 1945 wurde er weitere 21 Mal nominiert (u. a. zweimal von Heinrich Goldschmidt, sechsmal von Max Planck und fünfmal von Arne Westgren). Dabei waren die Vorschläge, Hahn und Lise Meitner zusammen mit dem Chemie-Nobelpreis zu ehren, häufiger als die Nominierungen nur von Hahn; Heinrich Goldschmidt und Max Planck nominierten immer Hahn und Meitner zusammen, Arne Westgren immer Hahn allein. Auch nach der Entdeckung der Kernspaltung ging noch dreimal der Vorschlag ein, Hahn und Meitner gemeinsam mit dem Chemie-Nobelpreis auszuzeichnen (1939 von The Svedberg, 1941 von Frans Jaeger, 1942 von Wilhelm Palmaer).
Ferner wurde Hahn von 1937 bis 1947 16-mal für den Physik-Nobelpreis nominiert (viermal von James Franck und je einmal u. a. von Werner Heisenberg, Max von Laue, Arthur H. Compton, Dirk Coster, Samuel Goudsmit, Manne Siegbahn, Hendrik Kramers, Felix Bloch, Jean Thibaud und Louis de Broglie). Für den Physik-Nobelpreis wurde er meist zusammen mit Lise Meitner nominiert, aber auch zusammen mit Enrico Fermi, Otto Stern, Hideki Yukawa, Fritz Straßmann, Wolfgang Pauli und Hans Bethe.
Carl Friedrich von Weizsäcker war der Meinung, dass Hahn den Nobelpreis sogar ohne die Entdeckung der Kernspaltung verdient hätte, was durch die 16 Nobelpreis-Nominierungen vor der Entdeckung der Kernspaltung bestätigt wird. Walther Gerlach sah den Nobelpreis auch im Zusammenhang mit der weltgeschichtlichen Bedeutung der Kernspaltung: „Aber letzten Endes ist es doch die Anerkennung eines Forscherlebens von seltener Fruchtbarkeit, dessen Schlußstein unmittelbar die Naturwissenschaft, die Weltpolitik und die Lage der Menschheit veränderte.“
Als Hahn bei der Nobelpreis-Feier im Dezember 1946 in Schweden ausgezeichnet wurde, erfüllte er „eine unerhört wichtige politische Mission“, wie Rudolf Augstein im neuen Nachrichtenmagazin Der Spiegel schrieb, denn er verschaffte dem „stark ramponierten deutschen Namen“ wieder Geltung und Anerkennung.
Hahn wurde damals in Deutschland nicht allseits verehrt. Er musste sich gegen Gerüchte wehren, er sei als Entdecker der Kernspaltung von den Amerikanern „gekauft“ worden und die Deutschen hätten das Geheimnis des Atombombenbaus an die USA verraten. Rudolf Augstein sprach im Spiegel von deutscher „Massendummheit“ und „Böswilligkeit“. Monatelang gab Hahn immer wieder Interviews, um den Gerüchten entgegenzutreten.

### Präsident der Kaiser-Wilhelm-Gesellschaft und der Max-Planck-Gesellschaft
Nach dem Kriegsende wurde der 87-jährige Max Planck am 24. Juli 1945 kommissarisch Präsident der Kaiser-Wilhelm-Gesellschaft (KWG). Zugleich schlug er den Direktoren der noch existierenden Kaiser-Wilhelm-Institute Otto Hahn als neuen Präsidenten der KWG vor – per Brief im Umlaufverfahren. Alle stimmten nacheinander zu. Der in England internierte Otto Hahn erfuhr Ende September, für welche Rolle man ihn vorsah. Nach seiner Rückkehr aus England wurde Hahn im April 1946 Präsident der KWG. Die Anfänge waren schwierig. Wie Rudolf Augstein im Januar 1947 berichtete, war Hahns Arbeitszimmer in der von den Briten beschlagnahmten Aerodynamischen Versuchsanstalt in Göttingen nicht beheizt, weil es an Kohlen mangelte.
Unter Hahns Leitung wurde die KWG von Göttingen aus reorganisiert und schrittweise in die Max-Planck-Gesellschaft (MPG) überführt, die 1948 gegründet wurde. Hahn war bis 1960 der erste Präsident der MPG (bis 1951 war er zugleich Präsident der noch nicht aufgelösten KWG). Mit seinem Ansehen und seinem Wirken trug er wesentlich dazu bei, dass die MPG wachsen und sich zu einer weltweit geachteten Organisation entwickeln konnte. Am Ende seiner Amtszeit gehörten der MPG 40 Institute und Forschungsstellen an, an denen 840 Wissenschaftler arbeiteten.
Werner Heisenberg wies darauf hin, dass in der schwierigen Aufbauzeit immer wieder Hahns persönliche Qualitäten hilfreich waren: seine „angeborene Liebenswürdigkeit“, Humor, Verhandlungsgeschick und sachliches Denken, aber auch seine Entschlussfreudigkeit: „Hahn traf nicht selten wichtige Entscheidungen, ohne irgendwelche Gremien zu fragen.“ Laut Heisenberg hatte Hahn „keine rechte Freude an der enormen Expansion des wissenschaftlichen Betriebs“, auch wenn er deren Unvermeidlichkeit einsah. Insgesamt habe er sich aber über das Gelingen des Wiederaufbaus gefreut.
Hahn beklagte immer wieder, dass die staatlichen Zuschüsse für die MPG zu gering seien. Er sagte zum Beispiel auf der Hauptversammlung der MPG 1956 in Stuttgart: „Wir geben in den nächsten Jahren Milliarden für die Rüstung aus. Sollte es nicht möglich sein, wenigstens einige hundert Millionen für Forschung, Wissenschaft und Schulen aufzubringen?“
Hahn war auch langjähriges Mitglied im Senat und im Hauptausschuss der Deutschen Forschungsgemeinschaft. 1956 wurde er einer der drei Vizepräsidenten der neu gegründeten Deutschen Atomkommission. Von 1959 bis 1960 war er Mitglied des Beirats der Friedrich-Naumann-Stiftung. 1960 wurde er von Adolf Butenandt als Präsident der MPG abgelöst. Danach war er Ehrenpräsident der MPG.

### Rede auf der Achema IX (1950)
Hahn wurde eingeladen, bei der ersten „Ausstellung für Chemisches Apparatewesen“ nach dem Zweiten Weltkrieg, der Achema IX im Juli 1950 in Frankfurt am Main, die Eröffnungsrede zu halten. In seiner Rede mit dem Titel „Forschung und Technik – Freiheit und Verantwortlichkeit“ sagte er: „Das Ideal des Wissenschaftlers war immer die geistige Freiheit, das Streben nach Erkenntnis und die Möglichkeit, sie Gleichgesinnten mitzuteilen und sich an dem Erfolg zu erfreuen. Jeder Zwang, sei er privater oder staatlicher Art, führt zur Verkümmerung der Forschung, und Geheimnistuerei fördert das Misstrauen des Einzelnen gegen den Einzelnen, das Misstrauen der Völker gegeneinander.“ Er ging auch darauf ein, dass „die geistige Haltung der Menschheit, ihr Verantwortungs- und ihr Mitgefühl gegenüber dem Nebenmenschen weit hinter dem wissenschaftlichen und technischen Fortschritt zurückgeblieben“ sei. Er warnte vor einseitigem Erfolgsstreben, vor einem naiven Glauben an Fortschritt und Machbarkeit, und mahnte: „Wir müssen wieder Ehrfurcht vor dem Menschenleben haben!“

### Kampf gegen Kernwaffen und Kernwaffentests
Schon unmittelbar nach dem Zweiten Weltkrieg trat Hahn unter dem Eindruck der amerikanischen Atombombenabwürfe auf Hiroshima und Nagasaki entschieden gegen den Einsatz der Kernenergie für militärische Zwecke auf. Er sah diese Art der Nutzung seiner wissenschaftlichen Erkenntnisse nicht nur als Missbrauch, sondern als Verbrechen an. In den 1950er und 1960er Jahren verstärkte er sein Engagement in zahlreichen Aufrufen für Abrüstung, Frieden und Völkerverständigung.
Von kommunistisch gesteuerten Initiativen ließ er sich nicht vereinnahmen. Er lehnte eine an ihn mehrfach herangetragene Mitgliedschaft in dem von Frédéric Joliot-Curie gegründeten Weltfriedensrat ebenso strikt ab wie die Teilnahme an dessen Kongressen oder die Unterzeichnung prosowjetisch orientierter Friedensappelle. Im Februar 1951 erklärte er in einem Antwortbrief an Joliot-Curie, der ihn zur nächsten Tagung des Weltfriedensrats nach Ost-Berlin eingeladen hatte, seine Ablehnung damit, dass es in der Ostzone Deutschlands keine Meinungsfreiheit gebe. Er halte die persönliche Freiheit des Einzelnen und die Freiheit ganzer Völker für das Wichtigste überhaupt.
Als Friedensaktivist und Symbolfigur der Völkerverständigung kam Hahn mit hochrangigen ausländischen Politikern und Staatsmännern in Kontakt. Ein Beispiel ist seine Begegnung mit dem indischen Ministerpräsidenten Jawaharlal Nehru bei dessen Staatsbesuch im Juli 1956. Hahn wurde von Bundespräsident Theodor Heuss und Bundeskanzler Konrad Adenauer zu einem abendlichen Empfang am 13. Juli nach Bonn eingeladen. In seinem Notizbuch vermerkte Hahn: „Ich lerne Nehru kennen: ernster Mann, kein Pathos. Sehr schöne Tochter Indira Gandhi.“ Am nächsten Tag nahm er an einem Mittagessen im kleineren Kreis bei Bundespräsident Heuss teil. Anschließend erlebte er im Gästehaus auf dem Petersberg einen Vortrag von Nehru.

#### Rundfunk-Appell (1955)
Weithin bekannt wurden Hahns Rundfunk-Rede vom 13. Februar 1955, die zeitgleich in Deutschland, Dänemark und Norwegen übertragen wurde. Wenige Tage später lud ihn die BBC in London ein, den Vortrag auch in englischer Übersetzung zu verlesen, um ihn weltweit zu verbreiten. Der Titel der Rede „Cobalt 60 – Gefahr oder Segen für die Menschheit?“ bezog sich darauf, dass Forscher damals die Möglichkeit erwogen, Wasserstoffbomben durch eine Ummantelung mit Cobalt zu Cobaltbomben zu machen, um die radioaktive Verseuchung noch zu steigern.
Hahn sagte in dieser Rede: „In der Hand der politischen Führer liegt heute eine ungeheure Verantwortung.“ Er warnte vor der Möglichkeit, mit Wasserstoffbomben Cobalt-60 zu erzeugen, weil dies im Kriegsfall zur Verseuchung riesiger Gebiete führen könnte. Ein „geisteskranker oder machtbesessener Diktator“ könne dann die zivilisierte Welt und sein eigenes Land „dem Strahlentod übergeben“. Die „gewöhnlichen“ Atombomben und Wasserstoffbomben ohne Cobalt würden hauptsächlich im Einsatzgebiet Zerstörungen anrichten, aber auch bei ihrem Einsatz entstehe radioaktiver Staub, der weit fortgetragen werden könne. Atombomben „zerstören in einem Augenblick die Stätten der Zivilisation“, danach tun tödliche Strahlungen „ihr Vernichtungswerk langsamer, aber umfassend“. Dies dürfe niemals geschehen, und deshalb „die Notwendigkeit einer wahrhaft internationalen Kontrolle über die Entwicklung der Atomwaffen, oder besser eines friedlichen Zusammenlebens der Völker“. Hahn sagte, einem vereinten Appell aller verantwortungsbewussten Wissenschaftler „sollte es doch gelingen, die Verantwortlichen der großen Politik auf beiden Seiten des Eisernen Vorhangs an einen Verhandlungstisch zu bringen“. Er fragte: „Sollten nicht die vielen Möglichkeiten für Frieden und Wohlstand der Völker den Sieg davontragen können, wenn die Menschen wirklich erfahren, um was es geht?“
Die international große positive Resonanz auf diesen Appell, sogar seitens der Ostblock-Staaten, nutzte Otto Hahn zu zahlreichen weiteren Aktionen mit vergleichbarem friedenspolitischem Inhalt.

#### Mainauer Kundgebung (1955)

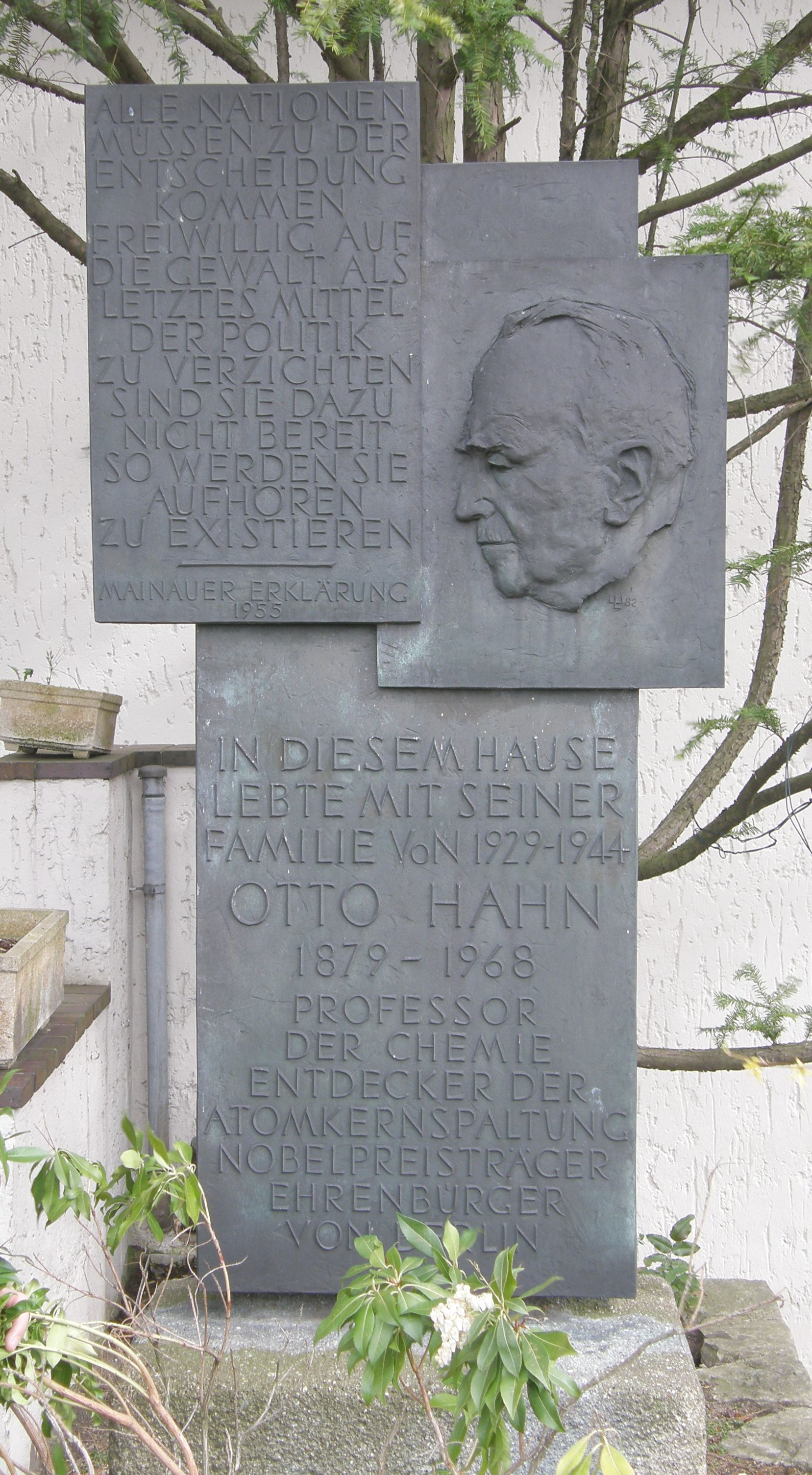
Denkmal in Berlin-Dahlem, vor Hahns früherem Wohnhaus (heute Otto-Hahn-Platz), mit dem letzten Satz aus der Mainauer Kundgebung

Zusammen mit Max Born initiierte Hahn die Mainauer Kundgebung vom 15. Juli 1955, in der zunächst 18, ein Jahr später dann 52 Nobelpreisträger auf die Gefahren der Atombombe aufmerksam machten und die Staaten der Welt eindringlich vor der Anwendung von Kernwaffen warnten. Die Mainauer Erklärung endet mit den Worten: „Alle Nationen müssen zu der Entscheidung kommen, freiwillig auf die Gewalt als letztes Mittel der Politik zu verzichten. Sind sie dazu nicht bereit, so werden sie aufhören zu existieren.“
Einige Wochen zuvor hatte Bertrand Russell bei Otto Hahn angefragt, ob er bereit sei, ein von ihm, Russell, vorbereitetes Manifest zu unterzeichnen, in dem auf die Auswirkungen von Atomwaffen hingewiesen werden sollte. Dieses sogenannte Russell-Einstein-Manifest wurde am 9. Juli veröffentlicht, sechs Tage vor der Mainauer Kundgebung. Sein Inhalt ähnelte der Mainauer Erklärung, Hahn wollte es aber laut einem Eintrag in seinem Notizbuch vom 12. Juli „wegen der einseitig linken Tendenz“ nicht unterzeichnen.
Im selben Jahr appellierte Hahn in seiner Rede auf der Hauptversammlung der Max-Planck-Gesellschaft: „Wir fordern die Völker der Erde und ihre Staatsmänner auf, die Wege zu vermeiden, die zu der Zerstörung unserer Erde führen.“ Das Ziel müsse sein, auf Massenvernichtungswaffen zu verzichten und den Frieden durch das gegenseitige Verständnis der Völker zu sichern.

#### Göttinger Erklärung (1957)
Otto Hahn gehörte zu den 18 führenden westdeutschen Atomwissenschaftlern, die sich am 12. April 1957 in der Göttinger Erklärung gegen die nukleare Aufrüstung der deutschen Bundeswehr wandten. Der damalige Bundesverteidigungsminister Franz Josef Strauß, der die nukleare Bewaffnung energisch vorantrieb, äußerte sich daraufhin vor Journalisten abfällig und beleidigend über Hahn: „Ein alter Trottel, der die Tränen nicht halten und nachts nicht schlafen kann, wenn er an Hiroshima denkt!“ Bundeskanzler Konrad Adenauer entschärfte die Situation einige Tage später bei einer Aussprache mit Otto Hahn und vier führenden Wissenschaftlern der „Göttinger Achtzehn“ im Kanzleramt.
Die Göttinger Erklärung fand in der öffentlichen Meinung, nicht nur in Deutschland, ein unerwartetes Echo, vor allem aber bei den Gewerkschaften und an Universitäten, wo sich eine starke studentische Opposition daran anlehnte. Die Göttinger Erklärung und die von ihr angeregte Kampagne „Kampf dem Atomtod“ waren erfolgreich, denn die deutsche Bundeswehr blieb dauerhaft atomwaffenfrei.
Die Londoner Wochenzeitung The Observer rühmte Anfang Juni 1957 Otto Hahn und betonte seine herausragende Rolle bei der Göttinger Erklärung:

„Otto Hahn ist eine Gestalt der Weltgeschichte. Er ist auch eine Schlüsselfigur der gegenwärtigen deutschen Politik. […] Diese undefinierbare persönliche Vornehmheit, zusammen mit seinem hohen Alter, seinem großen Ruhm und der Würde seiner Stellung verleihen Otto Hahn ein fast einzigartiges Prestige in Deutschland und verliehen im Frühjahr der Göttinger Erklärung ihre gewaltige Wirkung auf die deutsche Öffentlichkeit. In den Augen der Deutschen wog die Unterschrift von Otto Hahn wahrscheinlich schwerer als die der übrigen 17 Wissenschaftler zusammen, und zwar nicht nur, weil er der große alte Mann der deutschen Wissenschaft ist, sondern weil seine Entscheidung lebendiger als jede andere einen Akt des Gewissens verkörperte.“

In seiner Rede bei der Hauptversammlung der Max-Planck-Gesellschaft am 28. Juni 1957 ging Hahn auch auf die Göttinger Erklärung ein (siehe hier). Am 6. Dezember 1957 brachte die DDR-Tageszeitung Neues Deutschland die folgende Meldung:

„In einem Interview mit der Kopenhagener Zeitung Politiken äußerte der deutsche Atomphysiker Prof. Hahn die Hoffnung, dass es den 18 Göttingern gelingen werde, jetzt eine breite internationale Bewegung von Wissenschaftlern zum Kampf gegen das Atomwettrüsten ins Leben zu rufen. Prof. Hahn warnte mit Nachdruck vor den Plänen der USA, in allen westeuropäischen NATO-Ländern Atomraketenstützpunkte zu errichten und die Armeen dieser Länder mit Atomwaffen auszurüsten. Ein ‚kleiner Hitler‘ könnte damit die Möglichkeit bekommen, ganz Europa ins Verderben zu stürzen.“

Mit weiteren Mitgliedern der Göttinger Achtzehn gründete Hahn am 1. Oktober 1959 während der Tagung der Deutschen Physikalischen Gesellschaft die Vereinigung Deutscher Wissenschaftler.

#### Wiener Appell (1957)
Am 13. November 1957 folgte Otto Hahns Wiener Appell gegen die „Experimente“ mit Atom- und Wasserstoffbomben. Vor seinem Publikum im Wiener Konzerthaus sprach er über internationale Entspannungspolitik und atomare Abrüstung als dringende Notwendigkeiten.
Am 28. Dezember 1957 wiederholte Hahn seine Forderungen über den bulgarischen Rundfunk in Sofia. Wie schon bei seinem Wiener Appell beschloss er die Ansprache mit den beschwörenden Worten: „Möge die Erkenntnis wachsen, dass bei der heute bestehenden Möglichkeit der Zerstörung alles irdischen Lebens ein großer Krieg nicht mehr die ‚Fortsetzung der Politik mit anderen Mitteln‘ ist.“

#### Weitere Aktivitäten
Im Oktober 1958 unterzeichnete Hahn zusammen mit dem pakistanischen Präsidenten Ayub Khan, den früheren Premierministern Lord Clement Attlee, Edgar Faure, Tetsu Katayama und dem Bürgermeister von Hiroshima u. a. das „Abkommen, eine Versammlung zur Ausarbeitung einer Weltverfassung“ einzuberufen.
Ende Januar 1958 wurde Hahn gebeten, dem Japan Council Against A and H Bombs („Japanischer Rat gegen Atom- und Wasserstoffbomben“) als Ehrenmitglied beizutreten. Er sagte zu, musste aber seine Teilnahme an der ersten Tagung des Rates absagen. Er sandte ein Telegramm mit einer solidarischen Grußbotschaft an den Präsidenten, ebenso im nächsten Jahr. Seine Botschaft zur Hauptversammlung im September 1960 wurde vom Präsidenten in der Eröffnungsrede verlesen. Hahn schrieb, Atombomben und Wasserstoffbomben seien eine große Gefahr für die Menschheit, „insbesondere, wenn kleinere Staaten, einer nach dem anderen, diese ebenfalls herstellen wollen“. Man müsse durch Verhandlungen ein Abkommen mit den Atommächten erreichen. Hahns Worte wurden in mehreren japanischen Tageszeitungen veröffentlicht.
Am 5. August 1963 schlossen die Atommächte Sowjetunion, USA und Großbritannien den Moskauer Atomteststopp-Vertrag, der alle Kernwaffentests außer den unterirdischen Tests verbot. Otto Hahn begrüßte das Abkommen und plädierte für den baldigen Beitritt der Bundesrepublik Deutschland. Zwei Wochen später, am 19. August 1963, trat die Bundesrepublik Deutschland dem Vertrag bei. In diesem Jahr erhielt Linus Pauling, Träger des Chemie-Nobelpreises wie Otto Hahn, für seinen Kampf gegen das nukleare Wettrüsten auch den Friedensnobelpreis. Wie Hahn hatte auch Pauling für ein Ende der Kernwaffentests gekämpft.
Bis zu seinem Tode wurde Hahn nicht müde, eindringlich in Wort und Schrift vor den Gefahren des nuklearen Wettrüstens der Großmächte und einer radioaktiven Verseuchung der Erde zu warnen.

### Engagement für die friedliche Nutzung der Kernenergie

#### Genfer Atomkonferenz (1955)
Im Dezember 1953 hatte US-Präsident Dwight D. Eisenhower vor der UN-Generalversammlung in New York seine Rede Atoms for Peace gehalten, in deren Folge die erste Genfer Atomkonferenz (1955) zustande kam und später die Internationale Atomenergie-Organisation in Wien gegründet wurde (1957). Als die erste Genfer Atomkonferenz geplant wurde, schrieb Hahn am 17. Dezember 1954 in einem Brief an den Präsidenten der UN-Generalversammlung Eelco van Kleffens, es sei wünschenswert, dass international anerkannte Wissenschaftler eingebunden werden, und zwar auch solche, denen die moralischen und ethischen Aspekte der Verwendung der Atomenergie am Herzen liegen. Bei der Konferenz sollte es hauptsächlich darum gehen, die künftigen Möglichkeiten der zivilen Nutzung der Atomenergie durch internationale Zusammenarbeit zu verbessern. Das erste kommerziell betriebene Kernkraftwerk der Welt, das Kernkraftwerk Obninsk in der Sowjetunion, war 1954 in Betrieb gegangen.
Im Juni 1955 wurde Otto Hahn von Außenminister Heinrich von Brentano gebeten, die Bundesrepublik Deutschland auf der Genfer Atomkonferenz zu vertreten und die Leitung der deutschen Delegation zu übernehmen. Am 8. August wurde die zwölftägige Konferenz eröffnet. Abordnungen aus 73 Nationen waren anwesend, etwa 1500 Wissenschaftler nahmen teil, rund 450 mündliche Vorträge mit Diskussion wurden gehalten, außerdem gab es Empfänge und Einzelgespräche. Karl Winnacker, ein Mitglied der deutschen Delegation, schrieb im Rückblick: „Die Repräsentanten der Atommächte wetteiferten miteinander in der Preisgabe bisher geheimgehaltener Informationen. […] Mit seinem Humor und seiner großen menschlichen Sicherheit gewann Otto Hahn auf der Konferenz schnell an Terrain, was uns übrigen Mitgliedern der deutschen Delegation sehr zugute kam. Wir gingen sogar zu dem offiziellen sowjetischen Empfang, auf dem wir uns ebenfalls im wissenschaftlichen Ruhm Hahns sonnen konnten.“ Die Bundesrepublik unterhielt damals noch keine diplomatischen Beziehungen mit der Sowjetunion.

#### „Atomium-Rede“ in Brüssel (1958)
Die oben genannte Göttinger Erklärung von 1957, bei der Hahn eine wichtige Rolle spielte, war in erster Linie eine eindringliche Warnung vor den Gefahren der nuklearen Aufrüstung, sie enthielt aber auch ein gemeinsames Plädoyer für Atomkraftwerke (es gab damals noch keine Atomkraftwerke in Deutschland). Der letzte Satz des Textes lautete: „Gleichzeitig betonen wir, daß es äußerst wichtig ist, die friedliche Verwendung der Atomenergie mit allen Mitteln zu fördern, und wir wollen an dieser Aufgabe wie bisher mitwirken.“
Im März 1958 erhielt Otto Hahn die Einladung der belgischen Regierung, auf der ersten Weltausstellung nach dem Zweiten Weltkrieg, der Expo 58 in Brüssel, einen Vortrag über Atomenergie zu halten. Das Motto der Brüsseler Expo lautete „Fortschritt der Menschheit durch Fortschritt der Technik“, die neuen Zukunftstechnologien Atomenergie und Raumfahrt sollten der Öffentlichkeit vorgestellt werden. Hahn vereinbarte mit dem deutschen Innenministerium, die Ablehnung von Atomwaffen nicht zu thematisieren und nur über friedliche internationale Zusammenarbeit zu sprechen.
Die Hauptattraktion der Expo 58 war das neu errichtete Atomium. Am 18. Juni hielt Otto Hahn vor großem Auditorium seine sogenannte „Atomium-Rede“, in der er das Atomium als Symbol für das gewaltige Wachstum im Bereich der Atomforschung interpretierte. Hahn sagte, während die frühe Forschung noch an einzelnen Namen festgemacht werden konnte, würden mittlerweile jährlich etwa 20.000 Arbeiten zur Atomenergie auf der ganzen Welt veröffentlicht. Auch die Anlagen und die Kosten würden immer größer. Dieses Anwachsen übersteige die Möglichkeiten einzelner Länder. Daher sei in Zukunft mit internationaler Zusammenarbeit auf diesem Gebiet zu rechnen. Die Wissenschaft solle ohnehin international sein, sie solle dem Frieden und dem Fortschritt der ganzen Menschheit dienen.
Für seine Worte erhielt Hahn allgemeine Zustimmung. König Baudouin gab ihm zu Ehren einen Empfang und ein Abendessen. Hahn hielt eine kurze Ansprache, in der er dann doch „politisch“ wurde: Er gab seiner Hoffnung Ausdruck, die „internationale Atomforschung möge sich ausschließlich auf friedfertige Anwendungen beschränken und auf jegliche Mitarbeit an militärischen Entwicklungen verzichten“.

#### Plädoyer für Fusionsreaktoren
Am 31. Mai 1958 veröffentlichte die New York Times auf ihrer Titelseite die Nachricht, Otto Hahn sehe die Möglichkeit voraus, Fusionsenergie zu erzeugen und damit Atomkraft zu nutzen, ohne zugleich zur Gefahr eines Atomkriegs beizutragen.
Später erklärte Hahn in einem kurzen biographischen Beitrag: „Mein besonderer Wunsch für die Zukunft wäre, dass es den Physikern gelänge, die gesteuerte Fusion des Wasserstoffs in Helium zu erreichen.“ Man könne damit Uran-235 und Plutonium vermeiden, „die ja beide das Material für die Atombomben abgeben“. So könne man sich „für die gar nicht ferne Zukunft“ eine Welt mit den „Segnungen der modernen Atomtechnik“ vorstellen, die bislang noch „an das Uran mit seinen gefährlichen Umwandlungen geknüpft sind“. Wegen enormer technischer Schwierigkeiten ist es bis heute nicht gelungen, die von Hahn gewünschten Fusionskraftwerke zu realisieren.

### Reise nach Israel (1959)

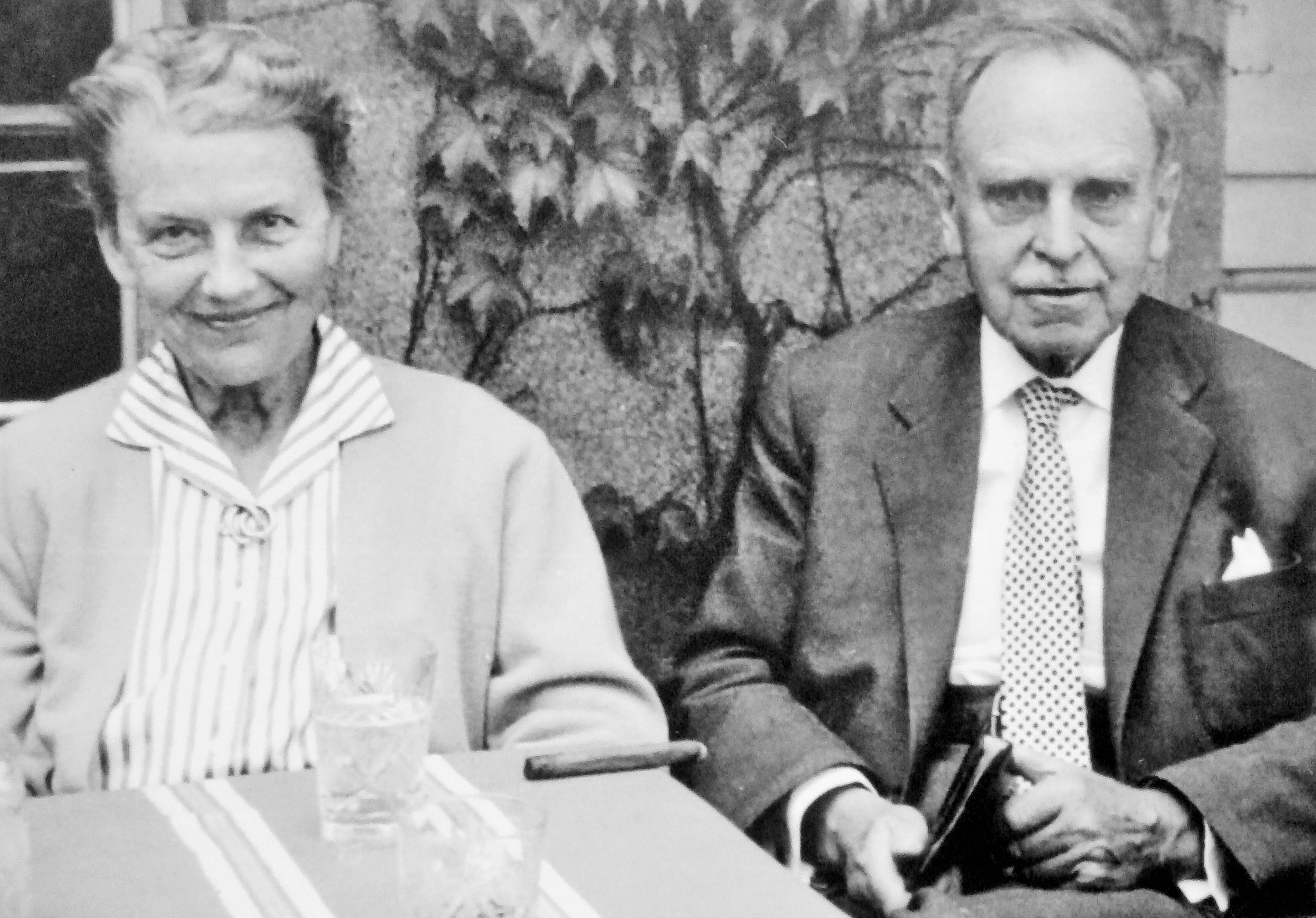
Edith und Otto Hahn, 1959

Im November 1959 besuchte Otto Hahn mit einer Delegation der Max-Planck-Gesellschaft, der der Biochemiker Feodor Lynen, der Kernphysiker Wolfgang Gentner und Hahns Sohn Hanno als Vertreter der Geisteswissenschaften angehörten, in offizieller Mission erstmals Israel, vornehmlich das Weizmann Institute of Science, um die ersten wissenschaftlichen Kontakte zu israelischen Kollegen zu knüpfen – u. a. mit Abba Eban, dem damaligen Präsidenten des Instituts und späteren Außenminister, als auch mit den Professoren Yigael Yadin, Giulio Racah und Yehuda Hirshberg von der Hebrew University in Jerusalem. Auch Vera Weizmann, die Witwe des Staatsgründers und ersten israelischen Präsidenten Chaim Weizmann, gab in Rehovot ein Essen und einen Empfang zu Ehren Hahns, auf dem dieser eine weithin beachtete Ansprache hielt. Das Auftreten Otto Hahns und seiner Delegation, sechs Jahre vor der Aufnahme diplomatischer Beziehungen, markierte einen Wendepunkt im Verhältnis zwischen Israel und Deutschland und konnte wesentlich zur Überwindung der durch den Holocaust und die Nazi-Verbrechen verursachten tiefen Gräben zwischen beiden Staaten beitragen. Seit 1989 wurde diese Reise in mehreren Gedenkveranstaltungen in Israel und Deutschland als historisches Ereignis gewürdigt – jeweils in Anwesenheit des damaligen Bundespräsidenten Richard von Weizsäcker und des Präsidenten des Weizmann-Instituts Haim Harari.

### Stellungnahme zur Apartheid in Südafrika (1965)

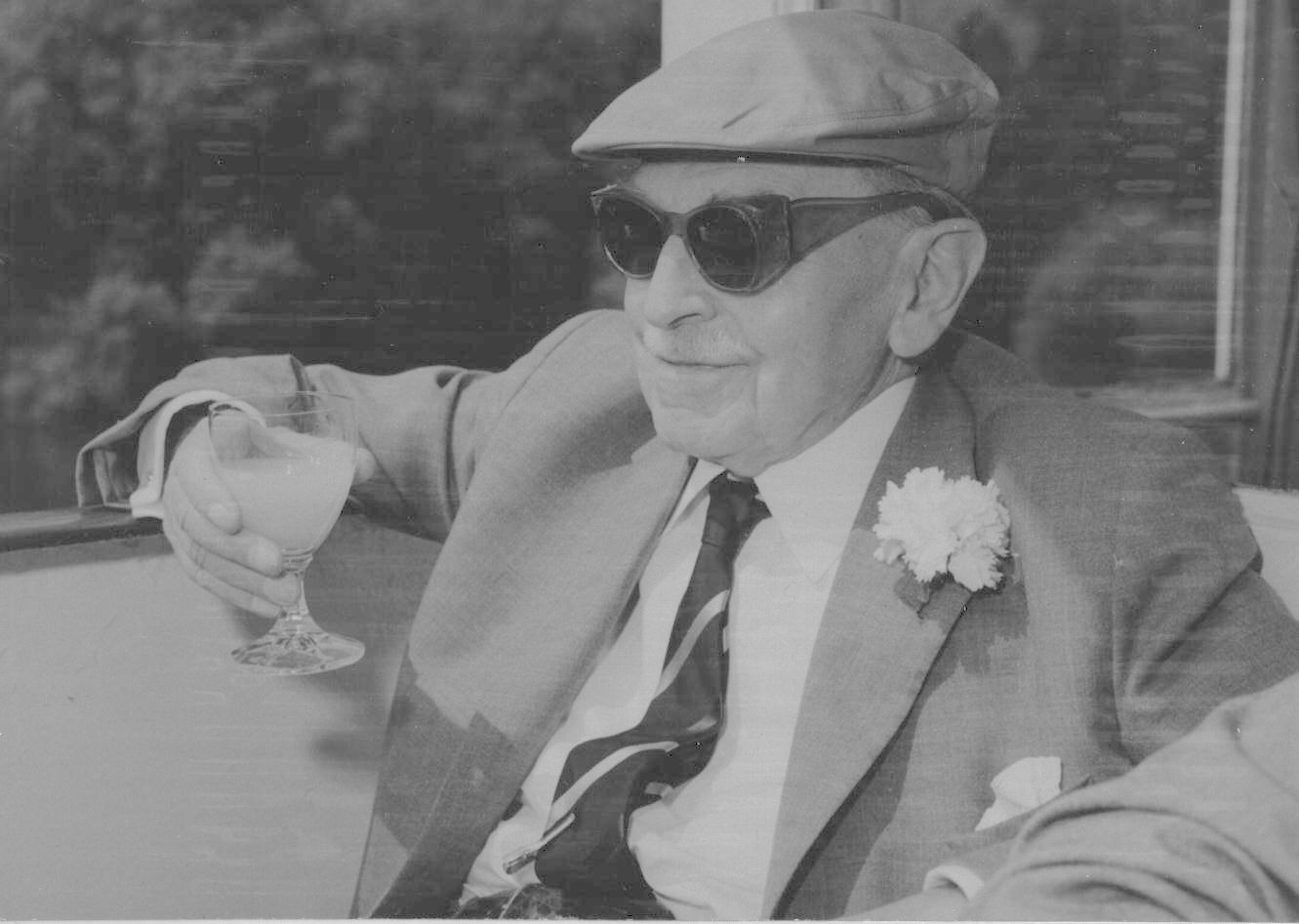
Otto Hahn im Juni 1965 auf einer Dampferfahrt nach Speyer

1965 lehnte Otto Hahn die Einladung der südafrikanischen Regierung Verwoerd ab, das erste Kernforschungszentrum des Landes und den ersten Atomreaktor des afrikanischen Kontinents (SAFARI 1) in Pelindaba nahe der Hauptstadt Pretoria einzuweihen. Er begründete seine Absage mit dem Hinweis, es sei für ihn unmöglich, „das rassistische Apartheids-Regime und die Diskriminierung und Unterdrückung der schwarzen Bevölkerung in irgendeiner Weise zu unterstützen“.

### Reise in die ČSSR (1966)
Im Juli 1966 besuchte Otto Hahn auf Einladung der dortigen Stadtverwaltung die tschechische Stadt Jáchymov, um an der Enthüllung eines Denkmals zu Ehren des Ehepaares Marie und Pierre Curie teilzunehmen und eine Ansprache zu halten. Es wurde seine letzte Auslandsreise. In Jáchymov begegnete er František Běhounek, einem Schüler von Marie Curie, der seinerzeit Experimente mit Hahns Mesothorium I (Radium 228) unternommen hatte.
Hahn wusste, wie viel Leid die Deutschen dem tschechoslowakischen Volk in der Nazizeit angetan hatten, und die deutsche Regierung lehnte es damals noch ab, mit der ČSSR diplomatische Beziehungen aufzunehmen. Er war deshalb überrascht, als er überall sehr freundlich empfangen wurde. In einem Zeitungsinterview sagte er: „Meiner Meinung nach sind persönliche Begegnungen dieser Art der beste Weg zur Beseitigung aller Missverständnisse und zur Schaffung von guten Beziehungen, die mit Sicherheit zu einem dauerhaften Frieden führen.“ Auf Einladung der Tschechoslowakischen Akademie der Wissenschaften war Hahn zum Abschluss seiner Reise in Prag. Im tschechoslowakischen Rundfunk äußerte er sich zu den Beziehungen zwischen den beiden Ländern. Er traf dabei den richtigen Ton. Bei einem Essen überreichte ihm Oberbürgermeister Ludvík Černý den „Ehrenschlüssel der Stadt Prag“ zum Dank für seine unermüdliche internationale Friedensarbeit.
In Prag gab Hahn auch eine Kostprobe seiner Literaturkenntnisse und seines außergewöhnlich guten Gedächtnisses zum Besten. Als vor dem Wallensteinpalais eine anregende abendliche Stimmung spürbar war, rezitierte er spontan aus Wallensteins Tod, und zwar den ganzen langen Monolog. Als die Gastgeber sich erstaunt zeigten und ihn mit Fragen bedrängten, erklärte er: „Was ich einmal in der Schule gelernt habe, das habe ich alles behalten.“

### Tod
Hahn sprach und schrieb bis kurz vor seinem Tod von der Notwendigkeit des Weltfriedens. Elizabeth Rona, die ab 1919 bei Hahn am KWI für Chemie gearbeitet hatte und 1938 emigrieren musste, schrieb in ihren Erinnerungen: „Ich habe oft gedacht, dass er einen zweiten Nobelpreis verdient hätte – den Friedensnobelpreis.“
Im März 1968 fragte der belgische Friedensnobelpreisträger Dominique Pire bei Hahn an, ob er bereit wäre, die Schirmherrschaft für den bei der Weltausstellung 1970 in Osaka geplanten „Pavillon des Friedens“ zu übernehmen. Hahn hatte Bedenken wegen seines hohen Alters, aber als Pire zusicherte, es würden keinerlei administrative Verpflichtungen entstehen, sagte er zu. Seinen Brief an Pire vom 18. März 1968 – das letzte offizielle Schreiben – beendete Hahn mit den Worten: „Es sollte mich sehr freuen, wenn Ihre Bestrebungen dazu beitragen würden, endlich alle Völker bzw. deren Herrscher von der Notwendigkeit eines Weltfriedens zu überzeugen, so dass in nicht zu ferner Zeit jegliche Kriegsgefahr gebannt sein wird.“
Drei Tage später stürzte Hahn beim Aussteigen aus seinem Dienstwagen und erlitt eine Verletzung an der Halswirbelsäule. Er wurde in die Göttinger Klinik Neu Mariahilf gebracht und lebte dort noch vier Monate. Am 28. Juli 1968 starb er an akutem Herzversagen.
Bundespräsident Heinrich Lübke schrieb einen Kondolenzbrief an Hahns Witwe Edith Hahn. Am 29. Juli veröffentlichte die Max-Planck-Gesellschaft in allen großen Zeitungen eine Todesanzeige, in der zu lesen war, Hahn werde als Begründer des Atomzeitalters in die Geschichte der Menschheit eingehen. Die Städte Frankfurt am Main und Göttingen sowie die Bundesländer Niedersachsen und Berlin flaggten drei Tage halbmast an allen öffentlichen Gebäuden. Hahns Tod war von weltweiter Würdigung und Anteilnahme begleitet.
Am 1. August fand in der Göttinger Universitätskirche St. Nikolai die Trauerfeier statt, an der rund 600 Persönlichkeiten aus Politik, Wissenschaft, Wirtschaft und Kultur teilnahmen, darunter der Bundespräsident, der Bundesratspräsident, der niedersächsische Ministerpräsident, mehrere Bundesminister aus dem Kabinett Kiesinger als Vertreter der Bundesregierung, die Bürgermeister von Frankfurt am Main, Göttingen und Berlin, die Präsidenten zahlreicher Akademien und Universitäten, die Botschafter von Belgien, Frankreich, Griechenland, Großbritannien, Schweden und den USA, zwei Gesandte der israelischen Regierung und des Weizmann-Instituts, der Apostolische Nuntius Erzbischof Corrado Bafile als Vertreter von Papst Paul VI., zahlreiche mit Hahn befreundete Wissenschaftler wie Max Born, Manfred Eigen, Walther Gerlach, Werner Heisenberg, Fritz Strassmann und Carl Friedrich von Weizsäcker, ferner Bankiers und Industrielle, unter ihnen Hermann Josef Abs, Clemens Plassmann und Karl Winnacker. Das Zweite Deutsche Fernsehen übertrug die Feier ungekürzt in seinem Abendprogramm. Landesbischof Hanns Lilje hielt die Trauerpredigt. MPG-Präsident Adolf Butenandt würdigte Hahn in seiner Gedenkrede als „Großen im Geiste“, „Genius der Wissenschaft“ und „Unsterblichen der Menschheit“.

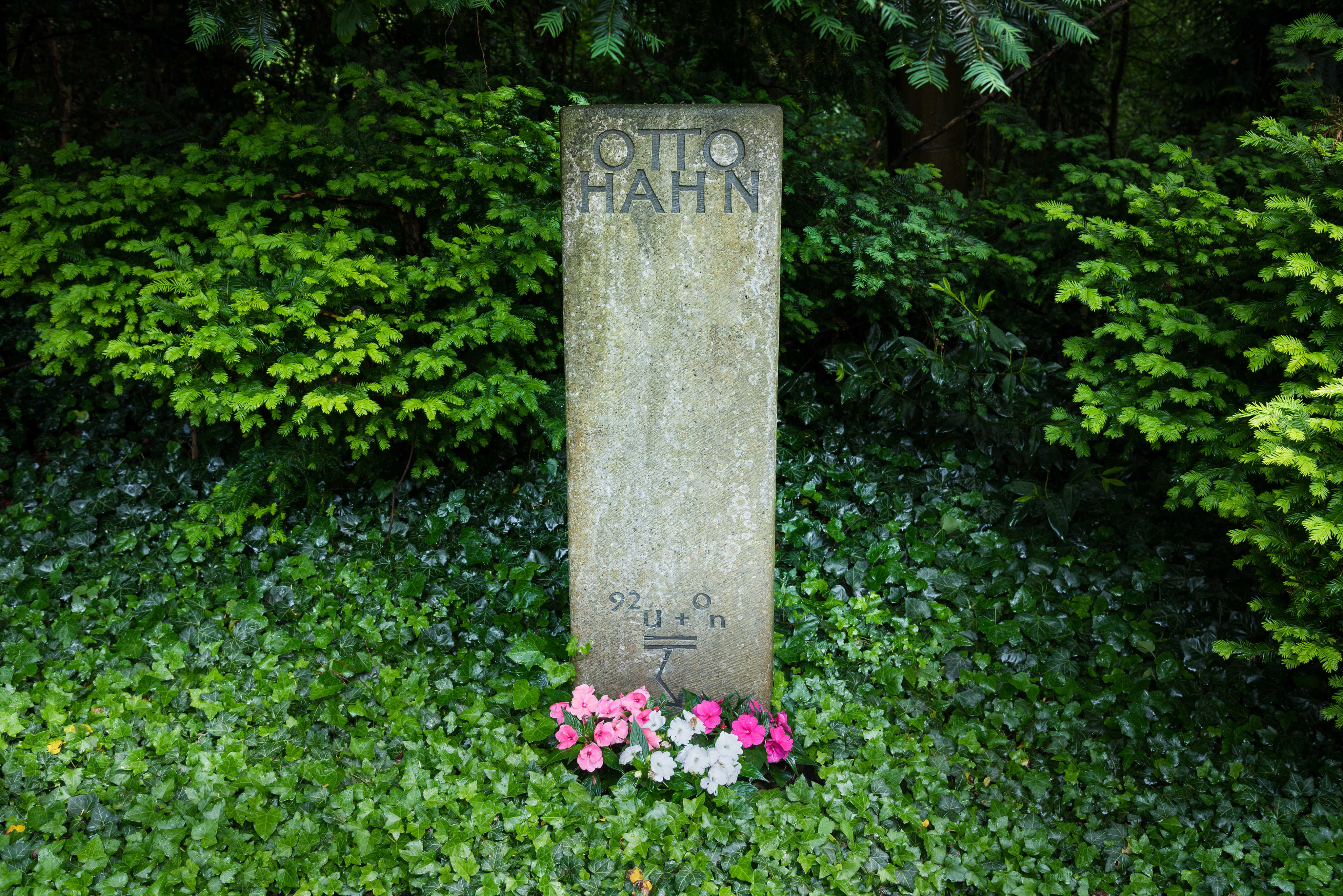
Otto Hahns Grab in Göttingen

Nach der Trauerfeier geleiteten Freunde und Wissenschaftler aus aller Welt, der Bundespräsident, der Landesbischof und die „ganze Bevölkerung Göttingens“, wie Walther Gerlach schrieb, den Sarg zum Ehrengrab auf dem Göttinger Friedhof. Auf dem einfachen Grabstein steht nur Otto Hahns Name und unten, nahe dem Boden, die Formel der Uranspaltung.
Hahns Witwe Edith starb nur kurze Zeit später, am 14. August, und wurde im selben Grab bestattet. Es befindet sich am sogenannten Nobelpreisträger-Rondell auf dem Stadtfriedhof Göttingen, auf dem auch Max Born, Walther Nernst, Max von Laue, Max Planck, Otto Wallach, Adolf Windaus und Richard Zsigmondy bestattet sind.
Der dienstliche Nachlass Otto Hahns befindet sich im Archiv zur Geschichte der Max-Planck-Gesellschaft.

## Private Interessen
Bergsteigen

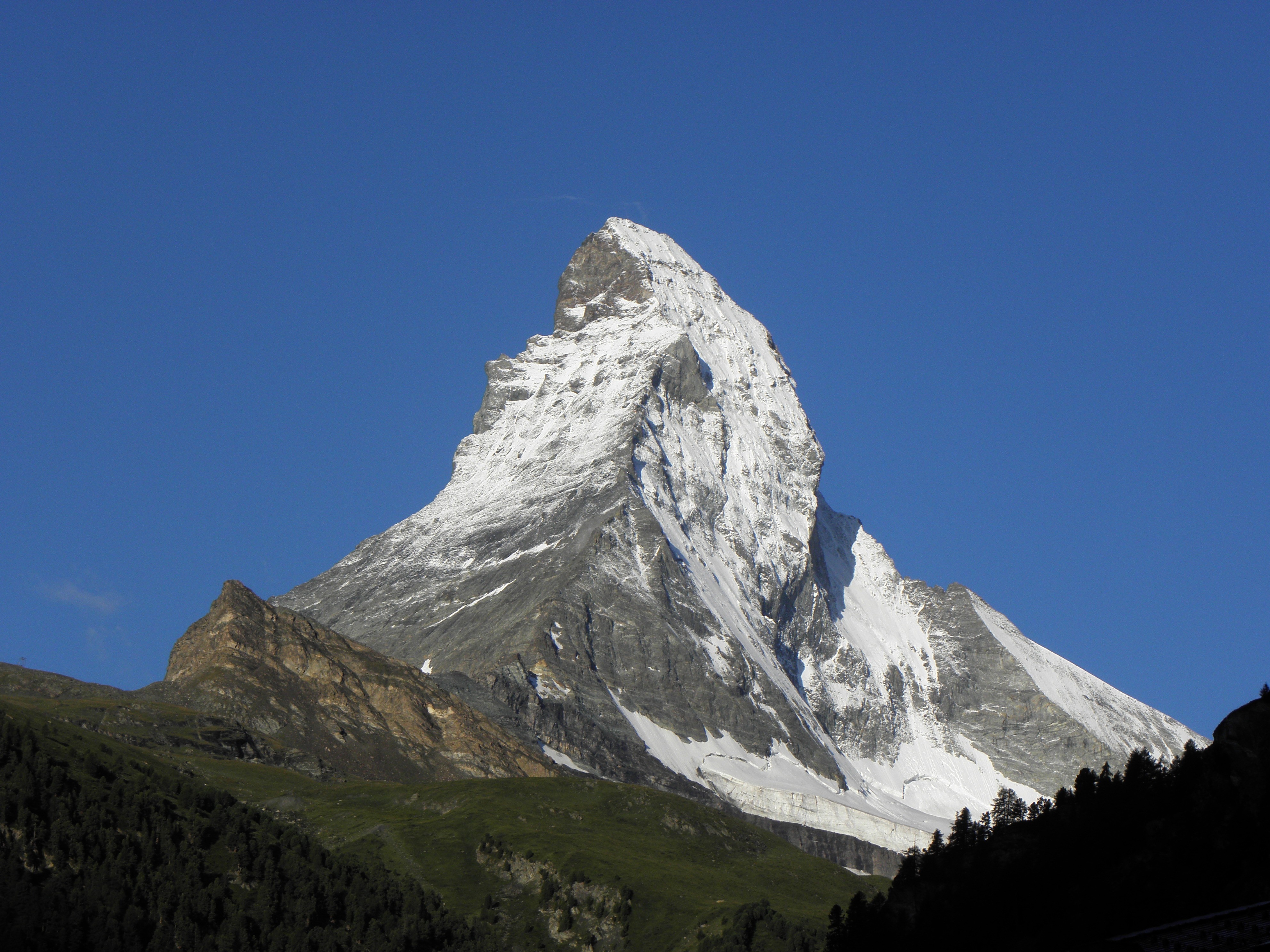
Das Matterhorn, das Otto Hahn 1911 über den Furggengrat bestieg

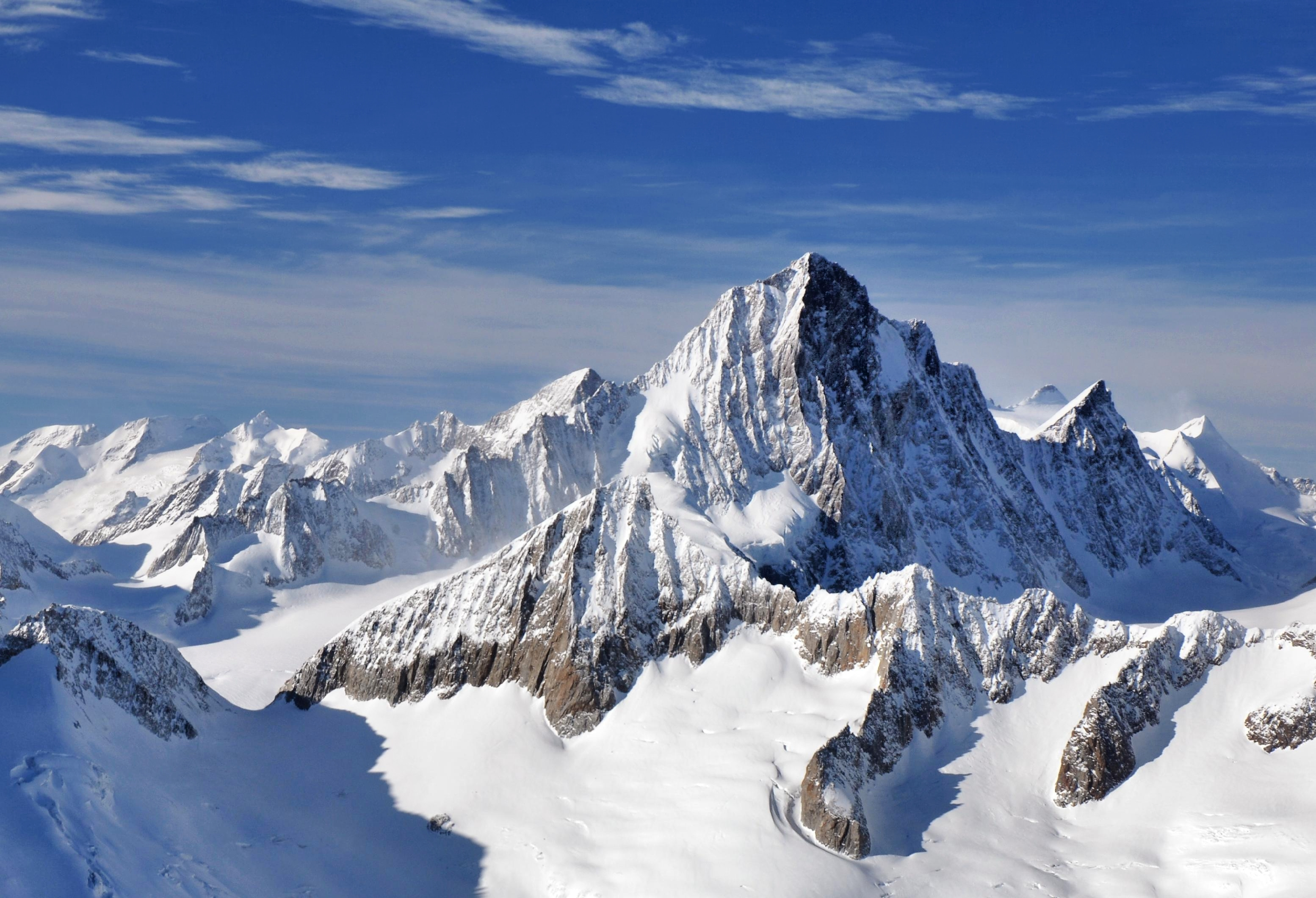
Hahn bestieg das Finsteraarhorn 1930 über die südliche Ostwandrippe

1898 hatte Otto Hahn erstmals alpine Luft geschnuppert, und zwar beim Aufstieg zum höchsten Berg Deutschlands, der Zugspitze. Danach gab es zunächst eine mehrjährige Pause infolge seines Studiums und der Aufenthalte in London und Montreal. 1907, als er am Chemischen Institut der Universität Berlin arbeitete, wurde er Mitglied des Deutsch-Österreichischen Alpenvereins, Sektion Frankfurt am Main. Im Sommer 1907 bestieg er die Wildspitze in den Ötztaler Alpen. 1911 folgten Matterhorn und Dent Blanche, 1922 Großglockner und Kitzsteinhorn und 1930, im Alter von 51 Jahren, drei Viertausender in den Berner Alpen: Mönch, Jungfrau und Finsteraarhorn. Mit seiner Frau war er auf dem Allalinhorn und 1928 an den Drei Zinnen unterwegs. Die Südlenzspitze und den Nadelgrat in der Mischabelgruppe bei Saas-Fee hielt er selbst für seine schwierigste Unternehmung.
Hahn war ein fleißiger Bergsteiger, der reichlich Erfahrung sammelte: in der Silvretta, in den Dolomiten, im Wallis, im Wettersteingebirge, in den Stubaier Alpen, in den Ötztaler Alpen. Familienangehörige und Freunde berichteten, dass er seine Bergtouren so sorgfältig und gründlich vorbereitete wie seine Laborexperimente. Das Bergsteigen verschaffte ihm immer wieder das Erlebnis von Leistung und Erfolg in schwierigen Situationen.
Seit 1980 befindet sich die Bergsteiger-Ausrüstung des Alpinisten Otto Hahn, eine Schenkung seines Enkels Dietrich, in den Sammlungen des Alpenverein-Museums in Innsbruck.
Haustiere
Otto und Edith Hahn hatten in ihrer Dahlemer Villa in der Altensteinstraße 48 immer mehrere Katzen, darunter „Muzie“, über die Sohn Hanno 1939 eine Erzählung im Fachblatt Unsere Katze veröffentlichte, und einen französischen Schäferhund, einen Briard namens „Tommy“. Ferner gab es im Hause ein Terrarium mit einem Laubfrosch, „Möppi“ genannt, für den Hahn in seiner Freizeit gerne Fliegen fing, was er als wohltuende Entspannung empfand. Auch im KWI fingen jüngere Mitarbeiter „frische Fliegen“ für Hahns Frosch.
Musik
Zeit seines Lebens war Hahn ein „großer Musikliebhaber“, wie er sich selbst bezeichnete. Wann immer es möglich war, besuchte er Konzerte und Opernaufführungen. Vor dem Ersten Weltkrieg sang er als Tenor in einem Berliner Chor, der gelegentlich auch an den Hausmusikabenden bei den Familien Planck und Harnack teilnahm. Während er sich in seiner Jugend noch an Richard Wagner begeistern konnte, bevorzugte er später Musik von Beethoven, Brahms und Tschaikowski.
Lise Meitner zählte in einer Würdigung zu Hahns 80. Geburtstag Hahns Freude an der Musik zu den für sie erfreulichsten Erlebnissen in Berlin. Obwohl Hahn kein Instrument spiele, sei er „ausgesprochen musikalisch begabt, mit sehr gutem musikalischen Gehör und einem außergewöhnlich guten musikalischen Gedächtnis“. Im Labor habe er immer wieder die Themen aller Sätze sämtlicher Beethoven-Symphonien gesungen oder gepfiffen, ferner einige Themen aus Tschaikowski-Symphonien. Manchmal habe er „große Teile aus dem Violinkonzert von Beethoven“ gepfiffen und bisweilen absichtlich den Rhythmus des letzten Satzes geändert, „nur um über meinen Protest dagegen lachen zu können“. Meitner berichtete, sie hätten in der ersten Zeit, als sie noch keine Assistenten hatten, öfters zweistimmig Brahms-Lieder gesungen, „besonders wenn die Arbeit gut ging“.
Literatur
Hahn entwickelte in seiner Studentenzeit ein wachsendes Interesse an Literatur, vor allem an Lyrik, zum Beispiel an den Gedichten Christian Morgensterns, von denen er viele bis ins hohe Alter auswendig rezitieren konnte. In seinen späten Jahren stand er mit mehreren Dichtern und Schriftstellern in näherer Beziehung, u. a. mit Reinhold Schneider, Carl Zuckmayer und Alice Herdan-Zuckmayer, Irmgard Keun, Joseph Breitbach und Eugen Roth, der ihm einmal den folgenden Schüttelreim schrieb: „Stolz wandre ich des Lebens Bahn hin – seit ich geliebt von Otto Hahn bin.“
Auch mit einigen Theatermenschen pflegte Hahn engere Kontakte, so zum Beispiel mit dem Intendanten Heinz Hilpert und dem Schauspieler Klaus Behrendt, zumal er in den 1960er Jahren keine Gelegenheit versäumte, die Aufführungen des Deutschen Theaters in Göttingen zu besuchen.

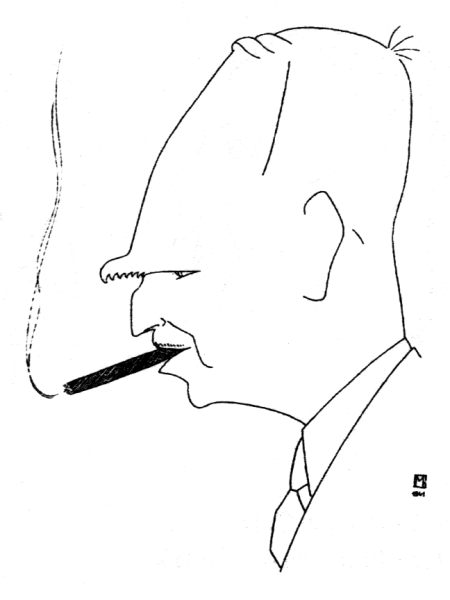
Otto Hahn, Karikatur von Gheorghe Manu, Rumänien

Eine besondere Freundschaft verband ihn mit dem Bankier Clemens Plassmann, der als C. Palm-Nesselmanns (ein Anagramm seines Namens) ein bekannter Schüttelreim-Dichter war und Hahn einige seiner „wunderbaren“ (Hahn-)Gedichtbände widmete, zum Beispiel die Sammlung Schüttelreime (1967) mit den folgenden Versen:
Man nennt mich scherzhaft manchmal einen Otto-manen.

Nun gut! So wird man Widmung leicht und Motto ahnen.

Ich widme dieses Büchlein meinem Otto Hahn.

Stets gütig hilft mir selbst zu einem Motto Hahn:

Mich hieß, der das Atom gespalten, Worte spalten.

Er ließ mich listig gern bei diesem Sporte walten.

Ihn hat mein Spalten oft – nie nannt’ er’s Wahn – erheitert.

So sei die Sammlung denn zum Büchlein, Hahn, erweitert. –

Dank Herz und Geist wirst Du der Nachwelt hehrer Ahn.

Du nennst mich Freund. Ich bleibe Dein Verehrer, Hahn.

## Auszeichnungen zu Lebzeiten
Otto Hahn war einer der meistgeehrten und höchstdekorierten Wissenschaftler aller Zeiten. Er erhielt viele bedeutende akademische, städtische und staatliche Auszeichnungen auf der ganzen Welt. Der schwedische Chemiker Karl-Erik Zimen schrieb, Hahn sei gegen das „Gift des Ruhms“, von dem Balzac sprach, immun geblieben. Obwohl Hahn mit Lobpreisungen und höchsten Ehrungen überhäuft wurde, sei er oft voller Selbstironie und „nicht selten von Zweifeln an sich selbst geplagt“ gewesen.
Hahn war Ehrendoktor zahlreicher Universitäten und Mitglied oder Ehrenmitglied von 45 Akademien und Wissenschaftlichen Gesellschaften – darunter die University of Cambridge, die Physical Society (heute Institute of Physics), die Royal Society und das University College in London, die Rumänische Physikalische Gesellschaft in Bukarest, die Königlich Spanische Gesellschaft für Physik und Chemie und das Consejo Superior de Investigaciones Científicas (CSIC) in Madrid, die Preußische Akademie der Wissenschaften in Berlin (seit 1924, Mitglied auf Vorschlag von Albert Einstein, Fritz Haber, Max Planck, Wilhelm Schlenk und Max von Laue), die Akademie der Wissenschaften zu Göttingen (seit 1924), die Deutsche Akademie der Naturforscher Leopoldina in Halle (1926 Mitglied, 1956 Ehrenmitglied) sowie die Akademien in Allahabad (Indien), Bangalore (Indien), Berlin, Boston (USA), Bukarest, Göttingen, Helsinki, Kopenhagen, Lissabon, Madrid, Mainz, München, Rom, Stockholm, Vatikan und Wien. Außerdem war Hahn Ehrenmitglied der Deutschen Physikalischen Gesellschaft (DPG), der Gesellschaft Deutscher Chemiker (GDCh), der Deutschen Bunsen-Gesellschaft für Physikalische Chemie sowie des Japanischen Rates gegen Atom- und Wasserstoff-Bomben in Tokio. 1961 überreichte ihm Papst Johannes XXIII. in Rom die Goldmedaille der Päpstlichen Akademie der Wissenschaften.
Im Laufe seines Lebens erhielt er 37 höchste nationale und internationale Orden und Medaillen, u. a. die Emil-Fischer-Medaille in Gold, die Cannizzaro-Medaille, die Kopernikus-Medaille, die Cothenius-Medaille in Gold der Leopoldina, die Goethe-Plakette, die Paracelsus-Medaille in Gold der Schweizerischen Chemischen Gesellschaft, die Fritz-Haber-Medaille, die Max-Planck-Medaille, die Faraday-Medaille der Royal Society of Chemistry, die Wilhelm-Exner-Medaille, die Ernst-Reuter-Plakette, die Theodor-Goldschmidt-Medaille in Gold, die Helmholtz-Medaille, die Heraeus-Medaille in Gold, die Becquerel-Medaille, die Harnack-Medaille in Bronze 1954, in Gold 1959, die Marie-Curie-Medaille, die Goldmedaille des Massachusetts General Hospital in Boston, die Medaille bene merenti und den rumänischen Kultur-Verdienst-Orden, den Orden Pour le Mérite, den griechischen Erlöser-Orden, den belgischen Leopoldsorden, den Order of the British Empire und von Frankreichs Präsident Charles de Gaulle den Rang eines Offiziers der Ehrenlegion.
Im Jahr 1954 erhielt Otto Hahn von Bundespräsident Theodor Heuss das Große Verdienstkreuz mit Stern und Schulterband und 1959 das Großkreuz des Verdienstordens der Bundesrepublik Deutschland.
1957 wurde Hahn die Ehrenbürgerschaft der Stadt Magdeburg (damals DDR) angetragen und 1958 die Ehrenmitgliedschaft der Sowjetischen Akademie der Wissenschaften in Moskau. Beide Ehrungen lehnte Hahn ab.
Seit 1957 wurde Otto Hahn mehrfach von internationalen Organisationen inoffiziell für den Friedensnobelpreis vorgeschlagen (unter anderem von der Confédération générale du travail, der größten französischen Gewerkschaft). 1958 wurde ihm für „herausragende Verdienste um die Verbreitung des Völkerrechts“ die „Hugo-Grotius-Medaille mit dem Ölzweig“ der Internationalen Grotius-Stiftung in Den Haag verliehen.
Am 8. März 1959, anlässlich seines 80. Geburtstages, wurde Otto Hahn zum Ehrenbürger von Frankfurt am Main und seiner langjährigen Wirkungsstätte Göttingen ernannt. Lise Meitner reiste eigens aus Stockholm an, um ihm zu gratulieren. Sie schrieb zudem eine öffentliche Glückwunschadresse.
Bevor Theodor Heuss 1959 seine zehnjährige Amtszeit beendete, wurde Otto Hahn von mehreren Persönlichkeiten des öffentlichen Lebens, denen sich auch die FDP anschloss, als Nachfolger von Heuss für das Amt des Bundespräsidenten vorgeschlagen. Er lehnte aus Altersgründen ab. Dass Bundeskanzler Adenauer schon 83 Jahre alt war, veranlasste ihn zu dem scherzhaften Kommentar: „Zwei Achtziger in Bonn? Einer reicht schon voll und janz.“ 1960 wurde Hahn Ehrenpräsident der Max-Planck-Gesellschaft.
1966 verliehen ihm US-Präsident Lyndon B. Johnson und die United States Atomic Energy Commission in Washington, D.C. den Enrico-Fermi-Preis, zusammen mit Lise Meitner und Fritz Straßmann. Sie waren die ersten Ausländer, die mit dem Enrico-Fermi-Preis ausgezeichnet wurden.
Am 17. Juni 1968, dem „Tag der deutschen Einheit“, ernannten Senat und Abgeordnetenhaus Otto Hahn zum Ehrenbürger des Landes und der Stadt Berlin. Senator Werner Stein erklärte: „Berlin verneigt sich vor Leben und Werk Otto Hahns. Auch diese Stadt ist ihm tief verpflichtet.“ Hahn lag zu diesem Zeitpunkt seit drei Monaten in Göttingen im Krankenhaus und starb dort sechs Wochen später.

## Postume Rezeption

### Autobiographien
1962 erschien Hahns Buch Vom Radiothor zur Uranspaltung, laut Untertitel eine „wissenschaftliche Selbstbiographie“. Er war von verschiedenen Seiten aufgefordert worden, eine „biographische Zusammenstellung“ seiner wissenschaftlichen Arbeiten zu verfassen, wie er in der kurzen Einleitung angab. Das Buch wurde ins Englische und ins Italienische übersetzt und 1989 von seinem Enkel Dietrich Hahn neu herausgegeben. Am Ende der Einleitung schrieb Hahn: „Vielleicht ist es mir noch vergönnt, die persönlichen Erinnerungen meines langen Lebens etwas ausführlicher zu erzählen.“
Zwei Wochen nach Hahns Tod veröffentlichte der Münchner Bruckmann Verlag seine Erinnerungen unter dem Titel Mein Leben, die in zahlreichen Rezensionen überaus positiv beurteilt wurden. Beispielsweise schrieb der Münchner Merkur, es sei eine „sehr private, humorvolle und selbstkritische, vor allem aber informationsreiche Biographie“, ein „mit leichter Hand, dazu spannend geschriebenes Zeitdokument voller Anekdoten“ und nebenbei ein „Geschichtslehrbuch der Radiochemie“. Der Berliner Tagesspiegel nannte die Erinnerungen, „denen es an Humor nie fehlt“, ein „unschätzbares Dokument“. Hahns Erinnerungen erreichten in wenigen Monaten fünf Auflagen. Zwei Jahre später erschienen Lizenzausgaben in England, den britischen Commonwealth-Ländern, den USA und Japan.

### Denkmale und Gedenktafeln (Auswahl)
Denkmale:

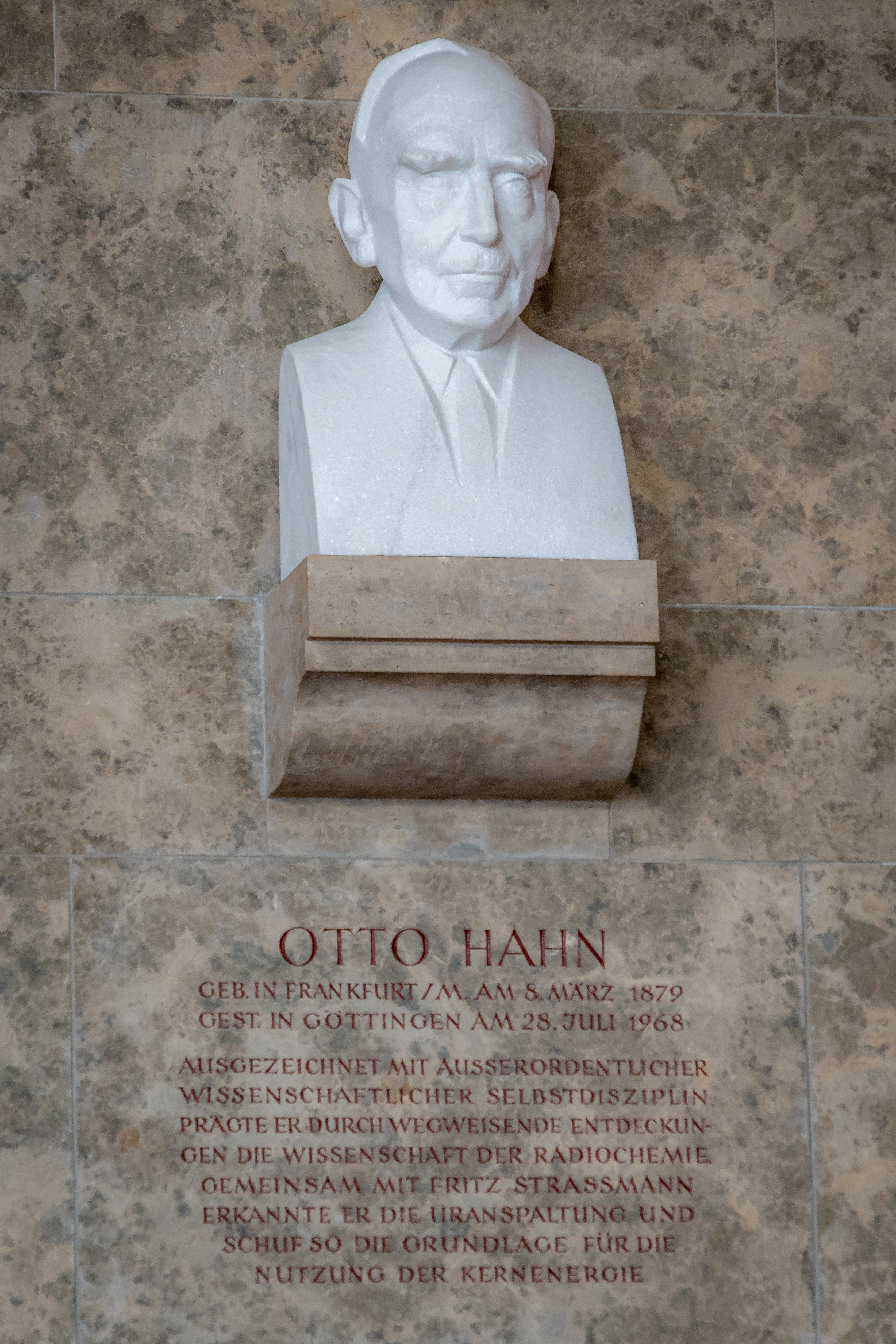
Büste von Otto Hahn im Deutschen Museum, München

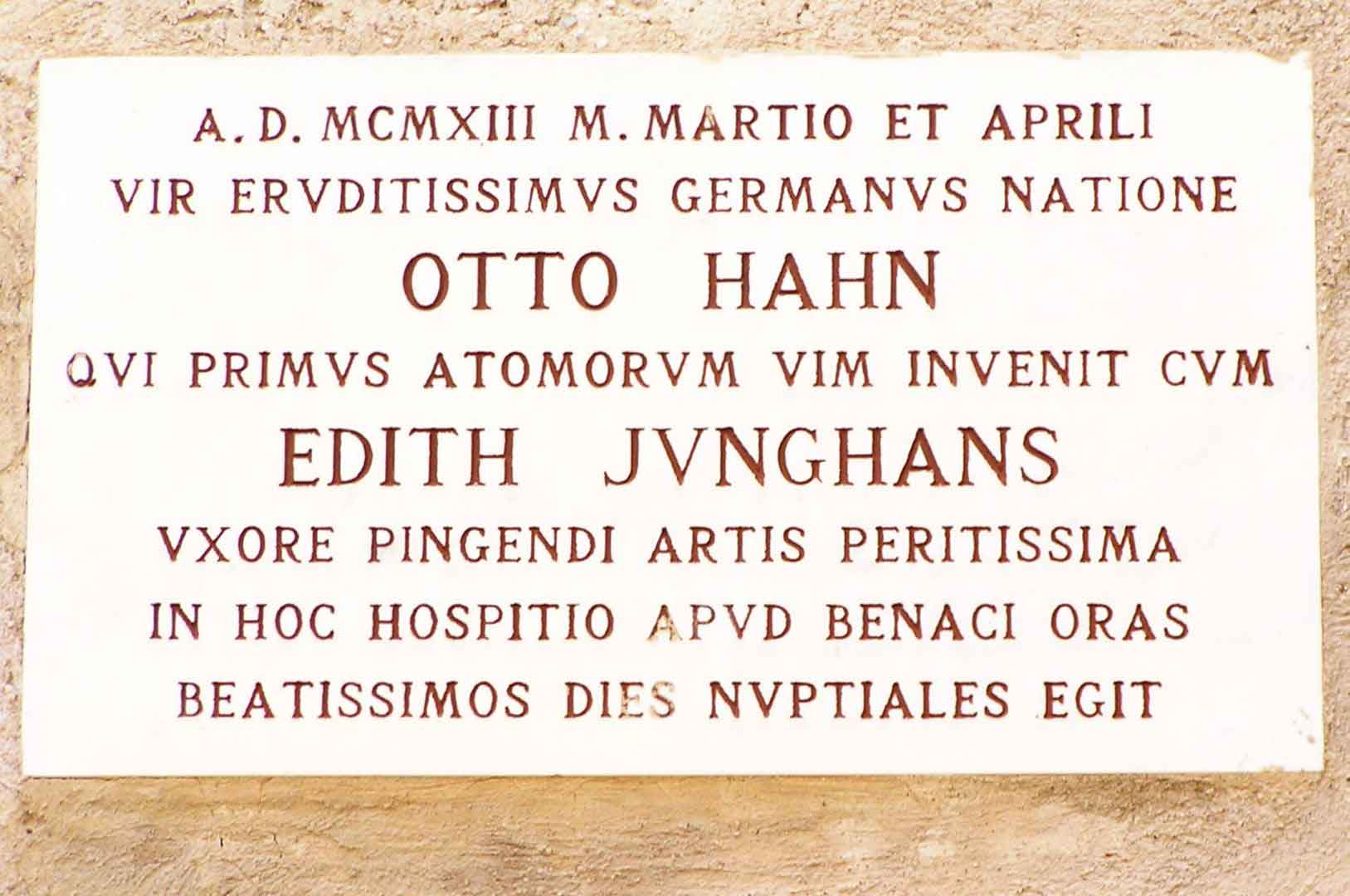
Marmortafel in San Vigilio zur Erinnerung an die Hochzeitsreise von Otto Hahn und seiner Frau

- Neben dem westlichen Eingang der Kleinmarkthalle Frankfurt befindet sich seit 1978 ein Denkmal mit einer Tafel, deren Text mit „Hier stand das Geburtshaus von Otto Hahn“ beginnt. Hahn wird hier durch ein von Knud Knudsen geschaffenes Modell seines Kopfes repräsentiert (siehe Bild oben).
- Denkmal am Otto-Hahn-Platz in Berlin-Dahlem an dem Haus, in dem Hahn mit seiner Familie von 1929 bis 1944 lebte. Hahns Kopf wird hier im Profil dargestellt (siehe Bild oben).
- Eine Büste von Otto Hahn steht im Ehrensaal des Deutschen Museums in München (siehe Bild rechts).

Gedenktafeln befinden sich unter anderem an folgenden Orten:
- am früheren Chemischen Institut der Universität Berlin, Hessische Straße, Berlin-Mitte: Gedenktafel für Otto Hahn und Lise Meitner zur Erinnerung an ihre Radium-Forschungen (siehe Bild oben)
- am früheren Kaiser-Wilhelm-Institut für Chemie in Berlin-Dahlem: Gedenktafel für Otto Hahn und Fritz Straßmann als Entdecker der Kernspaltung, enthüllt 1956 (siehe Bild oben)
- in San Vigilio am Gardasee: eine Marmortafel für Otto Hahn und Edith Junghans, die in lateinischer Sprache an ihre Hochzeitsreise im März und April 1913 erinnert, 1983 enthüllt von Graf Guglielmo Guarienti (siehe Bild rechts)
- am ehemaligen Institut für Kernchemie der Universität Mainz: Diese Tafel aus der Reihe Historische Stätten der Chemie ehrt Lise Meitner, Otto Hahn und Fritz Straßmann als diejenigen, deren gemeinsame Arbeiten zur Entdeckung der Kernspaltung führten; 2002 zu Straßmanns 100. Geburtstag enthüllt (siehe Bild oben)

### Ausstellungen
Seit 2010 befindet sich in Albstadt-Tailfingen eine kleine Dauerausstellung zu Otto Hahn in der dort ansässigen Akademie der IHK Reutlingen, die insbesondere an Hahns Aufenthalt in Tailfingen erinnert. Zu sehen sind dort Fotos und andere Dokumente, einige kleine Geräte und ein 40-minütiger Dokumentarfilm.
Das Atomkeller-Museum in Haigerloch, das der Geschichte der deutschen Atomforschung gewidmet ist, nimmt ebenfalls auf Otto Hahn Bezug. Hier ist unter anderem ein Nachbau des Experimentiertischs von Otto Hahn zu sehen.

### Otto Hahn als Namensgeber
Zu Otto Hahns Ehren wurden folgende Auszeichnungen geschaffen: Otto-Hahn-Preis, Otto Hahn Award, Otto-Hahn-Medaille und Otto-Hahn-Friedensmedaille.
Zahlreiche Städte und Gemeinden im deutschsprachigen Raum benannten Gesamtschulen, Realschulen und Gymnasien nach ihm (siehe Otto-Hahn-Schule). Unzählige Straßen, Plätze, Brücken und Wege in Europa tragen seinen Namen.
Das Max-Planck-Institut für Chemie in Mainz hat den Beinamen „Otto-Hahn-Institut“. Im März 1959 wurde in Berlin das Hahn-Meitner-Institut für Kernforschung – in Anwesenheit der Namensgeber – vom Regierenden Bürgermeister Willy Brandt eingeweiht. Das Hahn-Meitner-Institut ging 2009 im Helmholtz-Zentrum Berlin für Materialien und Energie auf.
Weitere nach Otto Hahn benannte Einrichtungen, Gebäude und Gebäudeteile:
- die Otto-Hahn-Bibliothek in Göttingen
- zwei Otto-Hahn-Bibliotheken als neue Bereichsbibliotheken für Naturwissenschaften der Universitätsbibliothek Dortmund (2014)
- das Otto-Hahn-Zentrum in Göttingen, ein Gebäudekomplex am Hauptbahnhof mit Multiplexkino, Geschäftsstelle der Volkshochschule, Medienhaus, Gastronomie und der Lokhalle Göttingen als Mehrzweckhalle[123]
- Otto Hahn Engineering Building der Saint Louis University in Baguio City (Philippinen)[124]
- Otto-Hahn-Hörsal der Christian-Albrechts-Universität zu Kiel
- Otto-Hahn-Hörsal des Max-Planck-Instituts für Kernphysik in Heidelberg
- Hahn-Hörsal im Harnack-Haus in Berlin, einer Tagungsstätte der Max-Planck-Gesellschaft[125]

Nach Otto Hahn wurden außerdem benannt:
- 1964: der Atomfrachter Otto Hahn, das einzige nuklear angetriebene europäische Schiff
- 1971: zwei Intercity-Züge der Deutschen Bundesbahn, Strecke Hamburg-Altona – Basel SBB
- 2010: der Kleinplanet (19126) Ottohahn
- die Azalee Rhododendron luteum Otto Hahn[126]
- das Restaurant Otto Hahn im Stadtzentrum von Rotterdam[127]

Für zwei neu entdeckte chemische Elemente wurde der Name Hahnium empfohlen, der Vorschlag wurde aber jeweils nicht realisiert. Zwei Jahre nach Hahns Tod schlugen amerikanische Forscher vor, das neu synthetisierte Element Nr. 105 Hahnium zu nennen, 1997 wurde es jedoch von der IUPAC endgültig Dubnium genannt. Für das Element Nr. 108 hatte die IUPAC 1994 den Namen Hahnium vorgeschlagen, das Element trägt aber seit 1997 den Namen Hassium.

### Weitere Ehrungen
Mehrere Staaten ehrten Otto Hahn mit Medaillen-, Münzen- und Briefmarken-Editionen, darunter die Bundesrepublik Deutschland, die DDR, die USA, Portugal, Österreich, Angola, Ungarn, Ghana, Guinea-Bissau, Madagaskar, Somalia, Rumänien, Moldawien, der Tschad, Kuba, Dominica, St. Vincent und die Grenadinen.
Otto Hahn ist auf der Frankfurter Treppe verewigt.

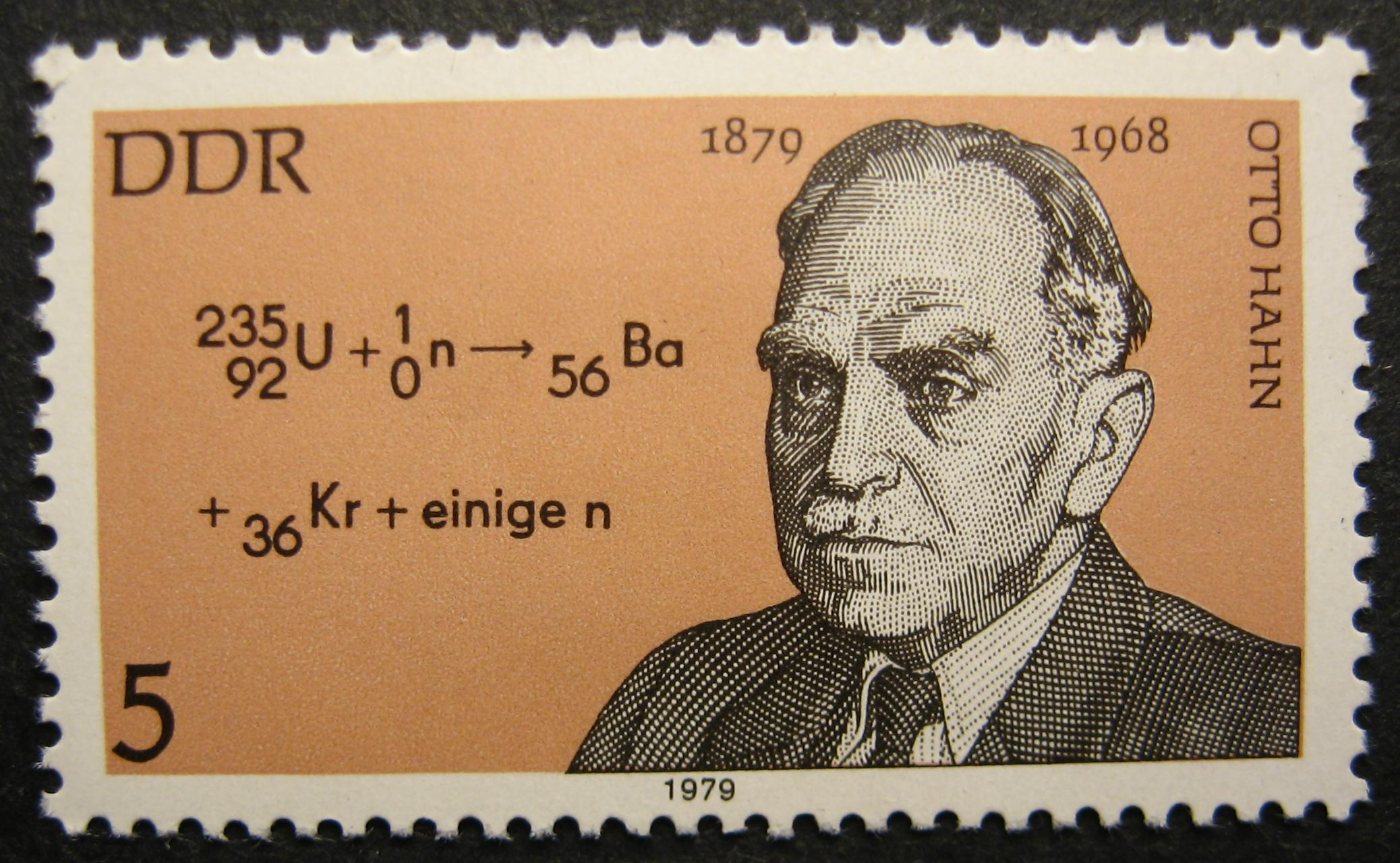
5-Pf-Briefmarke der DDR, 1979

## Schriften (Auswahl)
- Die Muttersubstanz des Actiniums, ein neues radioaktives Element von langer Lebensdauer. (gemeinsam mit Lise Meitner). In: Physikalische Zeitschrift, Nr. 19, 1918.
- Was lehrt uns die Radioaktivität über die Geschichte der Erde? Springer Verlag, Berlin 1926.
- Applied Radiochemistry. Cornell University Press, Ithaca, New York. Humphrey Milford, London. Oxford University Press 1936. (Auch russische Ausgabe.)
- Die chemischen Elemente und natürlichen Atomarten. Springer Verlag, Berlin 1938.
- Natürliche und künstliche Umwandlungen der Atomkerne. Verlag Schroll, Wien 1941.
- Künstliche Atomumwandlungen und die Spaltung schwerer Kerne. (Veröffentlichungen des Deutschen Wissenschaftlichen Instituts, Stockholm, Reihe 3: Naturwissenschaften, Nr. 1), Almquist & Wiksells, Stockholm 1944.[129]
- Von der natürlichen Umwandlung des Urans zu seiner künstlichen Zerspaltung. 1948.
- Die Kettenreaktion des Urans und ihre Bedeutung. 1948. (Auch spanische Ausgabe.)
- Künstliche neue Elemente. Verlag Chemie, Weinheim 1948.
- New Atoms. (Edited by W. Gaade), Elsevier, Amsterdam/London/New York/Bruxelles 1950. (Auch englische und holländische Ausgabe.)
- Die Nutzbarmachung der Energie der Atomkerne. Oldenbourg Verlag, München 1950.
- Cobalt 60 – Gefahr oder Segen für die Menschheit? Musterschmidt Verlag, Göttingen 1955.
- Moderne Alchemie. Wuppertal 1960 (Veröffentlichungen der Vereinigten Glanzstoff Fabriken A.G.).
- Vom Radiothor zur Uranspaltung. Eine wissenschaftliche Selbstbiographie. Friedr. Vieweg Verlag, Braunschweig 1962. (Auch amerikanische, englische und italienische Ausgabe.)
 Erweiterte Neuausgabe, herausgegeben von Dietrich Hahn, mit einem Vorwort von Kurt Starke. Vieweg, Braunschweig/Wiesbaden 1989, ISBN 3-528-08413-8.
- Mein Leben. Bruckmann Verlag, München 1968, 5. Auflage 1969. (Auch englische, amerikanische und japanische Ausgabe.)
 Erweiterte Neuausgabe, herausgegeben von Dietrich Hahn: Otto Hahn: Mein Leben. Die Erinnerungen des großen Atomforschers und Humanisten. Piper, München 1986, ISBN 3-492-00838-0.

## Sekundärliteratur
- Hans Hartmann: Otto Hahn. Der Entdecker der Atomspaltung. Lux, Murnau/München/Innsbruck/Basel 1961.
- Ernst H. Berninger: Otto Hahn – Eine Bilddokumentation. Moos, München 1969.
- Ernst H. Berninger: Otto Hahn 1879–1968. Inter Nationes, Bonn-Bad Godesberg 1970. (Auch englische und spanische Ausgabe.)
- Ernst H. Berninger: Otto Hahn in Selbstzeugnissen und Bilddokumenten. Rowohlt, Reinbek bei Hamburg 1974.
- Franz Baumer: Otto Hahn. (= Köpfe des XX. Jahrhunderts). Colloquium, Berlin 1974.
- Dietrich Hahn (Hrsg.): Otto Hahn – Erlebnisse und Erkenntnisse. Mit einer Einführung von Karl-Erik Zimen. Econ, Düsseldorf/Wien 1975, ISBN 3-430-13732-2.
- Klaus Hoffmann: Otto Hahn – Stationen aus dem Leben eines Atomforschers. Vorwort von Manfred von Ardenne. Neues Leben, Berlin 1978.
- Dietrich Hahn (Hrsg.): Otto Hahn – Begründer des Atomzeitalters. Eine Biographie in Bildern und Dokumenten. Mit einem Geleitwort von Reimar Lüst, einem Vorwort von Paul Matussek und einer Einführung von Walther Gerlach. List, München 1979, ISBN 3-471-77841-1.
- Dietrich Hahn (Hrsg.): Otto Hahn in der Kritik. Moos, München 1981.
- Walther Gerlach, Dietrich Hahn: Otto Hahn – Ein Forscherleben unserer Zeit. (= Große Naturforscher. Band 45). Wissenschaftliche Verlagsgesellschaft, Stuttgart 1984, ISBN 3-8047-0757-2.
- Dietrich Hahn (Hrsg.): Otto Hahn. Leben und Werk in Texten und Bildern. Vorwort von Carl Friedrich von Weizsäcker. Insel, Frankfurt am Main 1988, ISBN 3-458-32789-4.
- Klaus Hoffmann: Otto Hahn. Schuld und Verantwortung. Springer, Heidelberg 1993.
- Elisabeth Kraus: Von der Uranspaltung zur Göttinger Erklärung. Otto Hahn, Werner Heisenberg, Carl Friedrich von Weizsäcker und die Verantwortung des Wissenschaftlers. Königshausen & Neumann, Würzburg 2001.
- Otto Gerhard Oexle: Hahn, Heisenberg und die anderen. Anmerkungen zu ‚Kopenhagen‘, ‚Farm Hall‘ und ‚Göttingen‘ (= Vorabdruck Nr. 9 des Forschungsprogramms „Geschichte der Kaiser-Wilhelm-Gesellschaft im Nationalsozialismus“). Berlin 2003; mpg.de (PDF; 332 kB).
- Mark Walker: Otto Hahn. Verantwortung und Verdrängung (= Vorabdruck Nr. 10 des Forschungsprogramms „Geschichte der Kaiser-Wilhelm-Gesellschaft im Nationalsozialismus“), Berlin 2003; mpg.de (PDF; 432 kB).
- Ruth Lewin Sime: Otto Hahn und die Max-Planck-Gesellschaft. Zwischen Vergangenheit und Erinnerung (= Vorabdruck Nr. 14 des Forschungsprogramms „Geschichte der Kaiser-Wilhelm-Gesellschaft im Nationalsozialismus“), Berlin 2004; mpg.de (PDF; 484 kB).
- Martin Trömel: Otto Hahn im Spannungsfeld von Wissenschaft und Politik. In: Forschung Frankfurt, 3–4/2004, S. 70–76; uni-frankfurt.de (PDF; 660 kB).
- Klaus Hoffmann: Otto Hahn – Forschung und Verantwortung. Kramer, Frankfurt am Main 2005.
- Dietrich Hahn (Hrsg.): Lise Meitner: Erinnerungen an Otto Hahn. Hirzel, Stuttgart 2005, ISBN 3-7776-1380-0.
- Volker Lässing: „Den Teufel holt keiner!“ – Otto Hahn und das Kaiser-Wilhelm-Institut für Chemie in Tailfingen. Vorwort von Dietrich Hahn. CM-Verlag, Albstadt 2010, ISBN 978-3-939219-00-2.
- Robert Lorenz: Otto Hahn. Der atomare Fluch und Segen. In: Stine Marg, Franz Walter (Hrsg.): Göttinger Köpfe und ihr Wirken in die Welt. Göttingen 2012, ISBN 978-3-525-30036-7, S. 89–93.
- Uli Suckert: Anno 1938 – Als sich die Welt veränderte – Otto Hahn und Manfred von Ardenne im Rad der Geschichte. Weltbuch Verlag, Dresden 2012, ISBN 978-3-938706-32-9.
- Richard von Schirach: Die Nacht der Physiker. Heisenberg, Hahn, Weizsäcker und die deutsche Bombe. Berenberg, Berlin 2012, ISBN 978-3-937834-54-2.
- Horst Kant, Carsten Reinhardt: 100 Jahre Kaiser-Wilhelm-/Max-Planck-Institut für Chemie (Otto-Hahn-Institut). MPG, Berlin 2012, ISBN 978-3-927579-26-2.
- Volker Lässing: Forschung im Schatten der Zollernburg. Die Kaiser-Wilhelm-Institute und ihre Nobelpreisträger in Hechingen, Haigerloch und Tailfingen. CM-Verlag, Albstadt 2013, ISBN 978-3-939219-02-6.
- Vera Keiser (Hrsg.): Radiochemie, Fleiß und Intuition. Neue Forschungen zu Otto Hahn. GNT-Verlag, Diepholz / Berlin 2018, ISBN 978-3-86225-113-1.
- Zum Tode von Otto Hahn: „Eine Entdeckung ist weder gut noch böse!“ Gespräch mit Fritz Strassmann. In: Die Zeit, Nr. 31/1968.

Englisch
- Robert Spence: Otto Hahn. London 1970 (= Biographical Memoirs of Fellows of the Royal Society. Volume 16).
- Anthony Feldman, Peter Ford: Otto Hahn. In: Scientists and Inventors. Aldus Books, London 1979.
- William R. Shea (Hrsg.): Otto Hahn and the Rise of Nuclear Physics. Reidel, Dordrecht / Boston / Lancaster 1983.
- Klaus Hoffmann: Otto Hahn. Achievement and Responsibility. Springer, New York 2001.
- Horst Kant: Otto Hahn and the Declarations of Mainau and Göttingen. Berlin 2002.
- Jim Whiting: Otto Hahn and the Discovery of Nuclear Fission. Mitchell Lane, Hockessin 2004.

## Filme
Dokumentarfilme
- Otto Hahn. (Reihe: Träume, die keine blieben.) Regie: Ernst von Khuon. SDR/ARD 1983 (30 Min.).
- Lise Meitner. (Reihe: Träume, die keine blieben.) Regie: Ernst von Khuon. SDR/ARD 1984 (30 Min.).
- Otto Hahn. Regie: Wilfried Viebahn. WDR/ARD 1988 (45 Min.).
- Otto Hahn. Regie: Wilfried Viebahn. WDR 1988 (15 Min.).
- Otto Hahn. Regie: Klaus Dexel. SDR 1988 (45 Min.).
- Otto Hahn 1879–1968. Regie: Peter Regenyi. Transtel/Deutsche Welle 1989 (30 Min.). In fünf Synchronfassungen – englisch, spanisch, französisch, portugiesisch und arabisch – weltweit gesendet.
- Otto Hahn und die Kernspaltung. (Reihe: Meilensteine der Naturwissenschaft und Technik.) Regie: Werner Kiefer. Target/ARD 1992 (15 Min.).
- Otto Hahn – 25. Todestag. (Reihe: Das historische Stichwort.) Regie: Joachim G. Schmidt. BR 1993 (5 Min.).
- Otto Hahn und Lise Meitner – Von der Kernspaltung zur Atombombe. Regie: Rhan Gunderlach. Zebra / Deutsche Welle 1995 (30 Min.).
- Lise Meitner und Otto Hahn. Regie: Rosemary Reed. BBC 2005. Deutsche Fassung: ZDF 2006 (45 Min.).
- Otto Hahn – Aus dem Leben eines Nobelpreisträgers in Göttingen 1946–1968. Regie: Matthias Heinzel. Göttinger Tageblatt 2007 (45 Min.).

Spielfilm
- Ende der Unschuld. Deutschland 1991 (ARD, 2 Teile, 180 Min.). Regie: Frank Beyer. Buch: Wolfgang Menge. Mit Rolf Hoppe (Otto Hahn), Hanne Hiob (Lise Meitner) u. a.

## Zeugnisse über Otto Hahn
Lise Meitner, Stockholm, 1949:

„Otto Hahn verstand es, mit den einfachsten Hilfsmitteln an die schwierigsten Probleme heranzugehen, geleitet von seiner ungewöhnlichen intuitiven Begabung und seinen ebenso ungewöhnlichen, vielseitigen chemischen Kenntnissen. Wie oft habe ich nicht in den langen Jahren unserer Zusammenarbeit gesehen, daß er Probleme, die der Physiker sich durch mathematische Formeln klar macht, rein intuitiv und anschaulich erfaßt hat.“

Manfred von Ardenne, Dresden, 1978:

„Jeder, der Otto Hahn kannte, mußte ihn als Forscher in seiner Arbeit sowie als Mensch in seinem Tun und Denken verehren. Er war Vorbild in seiner Gewissenhaftigkeit, zugleich die Herzen gewinnend in seiner Güte und Bescheidenheit.“

Otto Haxel, Heidelberg, 1987:

„Ich muß einfach sagen, daß er der bewundernswerteste Mensch ist, der mir unter den Wissenschaftlern bekannt ist. Seine charakterliche Größe, seine Schärfe des Verstandes und diese absolute Redlichkeit und Zurücksetzung seiner Person findet man so rasch nicht wieder.“

Carl Friedrich von Weizsäcker, Starnberg, 1988:

„Die Menschheit kann nicht auf die Dauer zugleich mit der Kenntnis der Kernspaltung und der Institution des Krieges leben. Dieses Wissen beschattete die letzten Lebensjahrzehnte Otto Hahns. Es bewußt getragen zu haben, war sein Beitrag zum unerläßlichen Bewußtseinswandel unserer Zeit. Es war sein Geschenk an die Menschheit.“